# 新幹線E2系電車
新幹線E2系電車（しんかんせんE2けいでんしゃ）は、東日本旅客鉄道（JR東日本）の新幹線車両。

## 概要
JR東日本の新幹線標準型車両として、開業を控えていた北陸新幹線（(当時の暫定名称)長野行新幹線）高崎駅 - 長野駅間「あさま」用および200系の置き換えも念頭において設計・開発された。
1995年（平成7年）に先行試作車が落成し、1997年（平成9年）3月22日に東北新幹線で「こまち」と連結する速達「やまびこ」で営業運転を開始した。
落成当初のJR東日本が監修した資料では、北陸新幹線用車両はE2系、秋田新幹線併結用車両は E2'系 （ダッシュが入る）の名称を使用している。ただし、量産車落成以降の資料では、北陸新幹線向けはN編成、東北・上越新幹線向けはJ編成の名称が使用されている。
派生形式として中国高速鉄道CRH2型電車が存在する。2006年、完成車両3編成と部品57編成分を輸出、設計製作などの生産技術知的財産権を中国に譲渡。以後中国メーカーでの生産工程、検査工程の技術指導を完了した。

## 構造
本系列は1998年（平成10年）冬に開催した長野冬季オリンピック輸送に使用されることを考慮して、以下を車両の基本コンセプトとした。
- トータルイメージ：Gran-Grace（気高い、魅力・しとやかさ）[4]
- エクステリアイメージ：Dynamic＆Graceful（優美で動的な）[4]
- インテリアイメージ：Advanced＆Comfort（先進的で快適な）[4]

本項では基本番台について述べ、1000番台での際については別途記述する。

### 車体
高速運転時の騒音・環境対策として、トンネル進入時の微気圧波低減のため先頭車両形状の最適化が行われた。車体はアルミニウム合金製である。シングルスキン構造を主体に側構体にダブルスキン構造を用いた編成もある。客用扉にはプラグドアを採用して、車体表面を極力平滑化することにより空力音を低減した。前照灯は運転席上部にシールドビーム式を4灯、その両側に尾灯を配置している。
車体側面には行き先・列車種別・座席表示を兼ねたLED式行先表示器が設置されている。

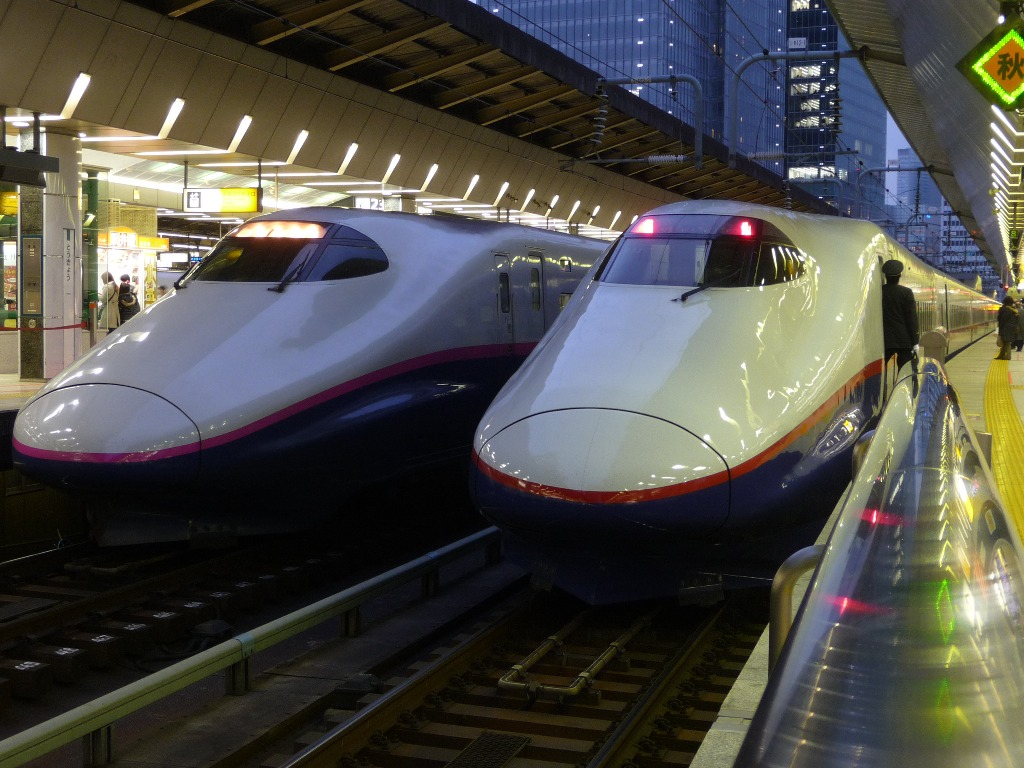
E2系先頭車両
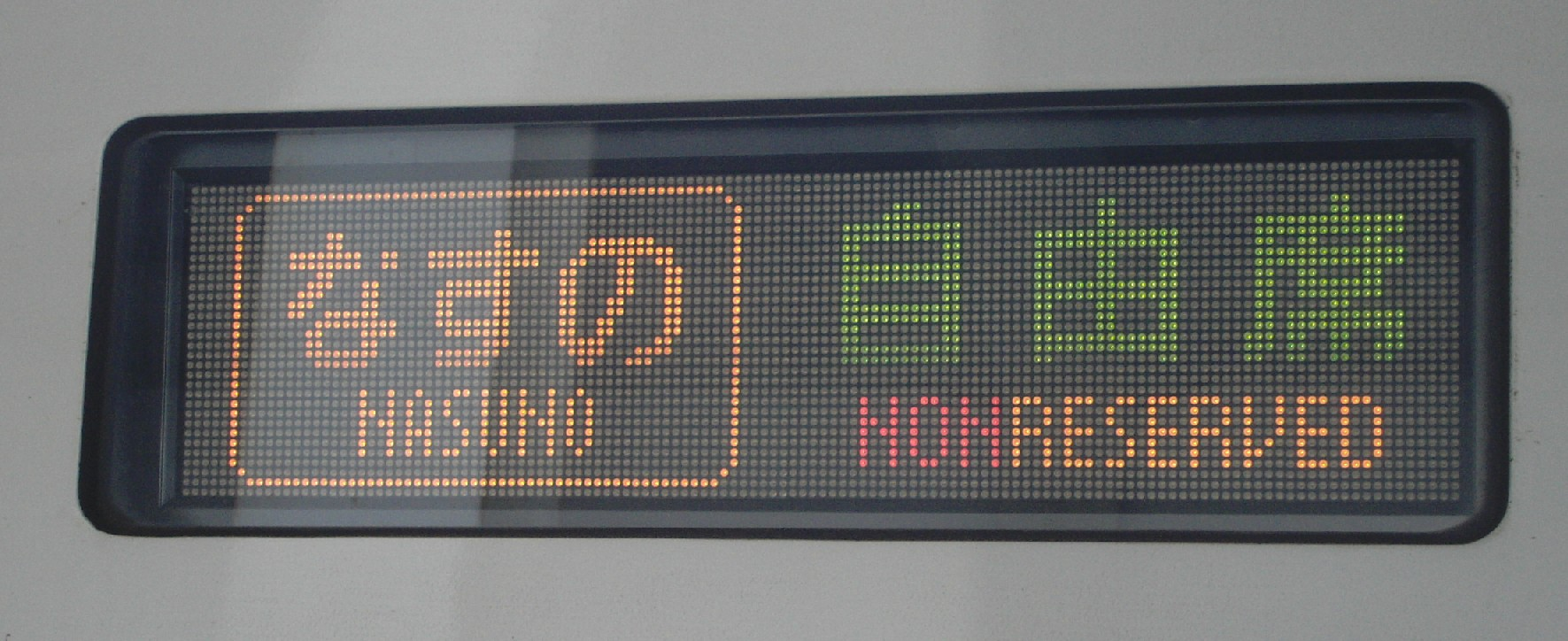
行先表示機 （2005年以前の製造分）

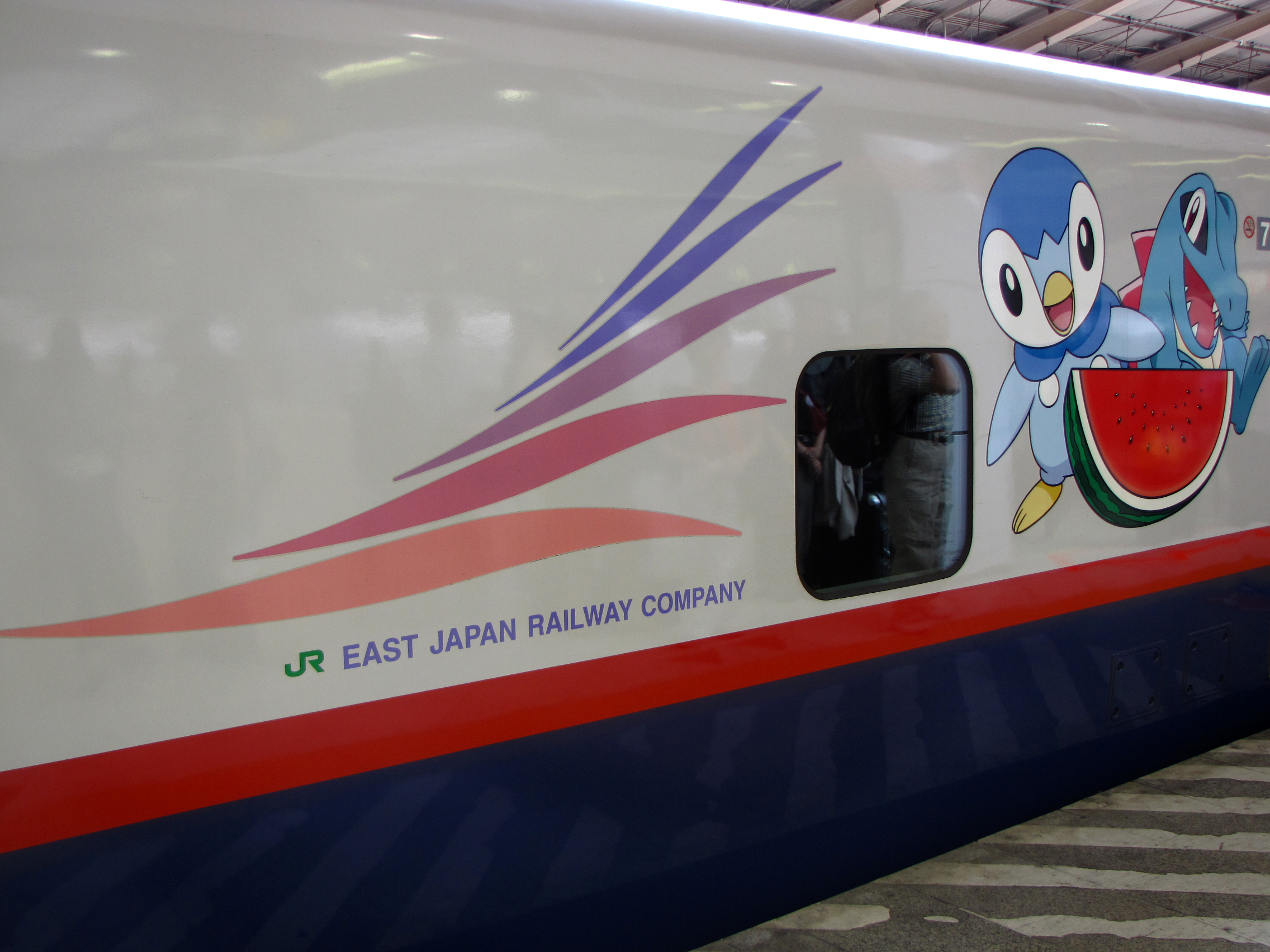
N編成のロゴマーク

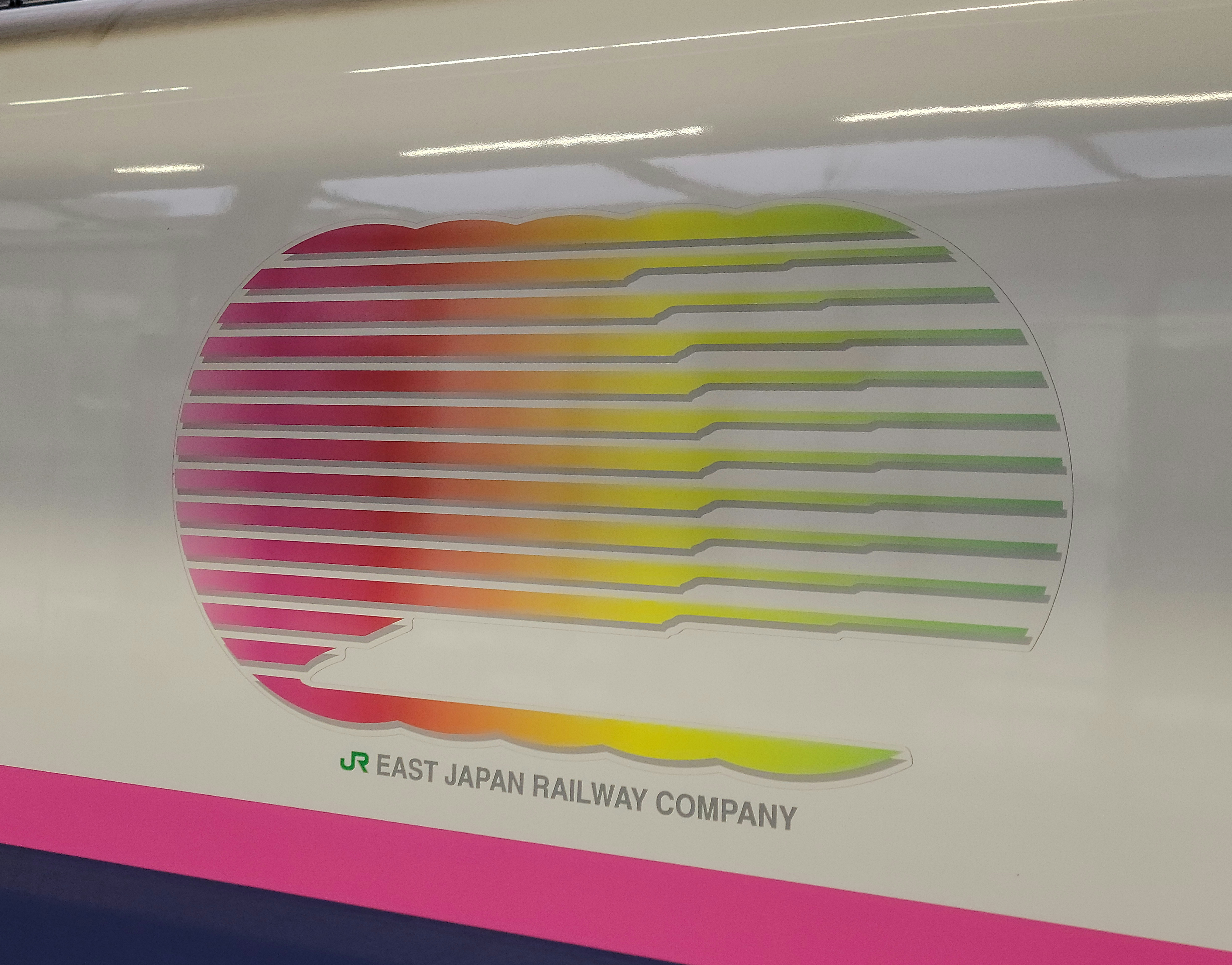
J編成のロゴマーク

塗装は車体の下半分を紫苑ブルー■、上半分を飛雲ホワイト■とし、境目に真紅レッド■（N編成）/つつじピンク■（J編成）を配する。車体側面にはエンブレムが配されている。N編成はそよ風を、J編成はりんごをモチーフとしている。
なお、10両編成化される前のJ編成は、N編成と同じカラーリング（真紅レッドの帯とそよ風をイメージしたエンブレム）であった。

### 主要機器
M1+M2ユニットを採用し、M1車（E215形・E225形）には主変換装置・補助電源装置・空気圧縮機が、M2車（E226形）には主変圧器・主変換装置・集電装置が搭載される。床下の平滑化による騒音の低減と着雪障害の防止のため、床下機器を保護する簡易ふさぎ板が設けられている。
架線からの単相交流25kVを主変圧器で降圧した上で、主変換装置で単相交流から直流、さらに三相交流へと変換して交流電源とした。その交流電源で主電動機を駆動する。
主変圧器(TM206A形)は強制風冷式を採用し、2,875kVAの容量を備える。主変換装置との兼ね合いで、二次巻線は4線備える。補機類の電源となる三次巻線は単相交流400V,50/60Hzを出力する。
主変換装置（CI 4形）には、GTOサイリスタ素子もしくはIGBT素子を使用したコンバータ2群とインバータ1群で構成されている。製造は日立製作所、三菱電機、東芝の3社が製造した。
主変圧器オイルポンプ、電動空気圧縮機は主変圧器三次巻線（単相交流400V、50/60 Hz）を電源としている。それ以外の補機類の電源として使用される補助電源装置「APU」装置（Auxiliary Power Uint・SC205形）は、主変圧器三次巻線（単相交流400V,50/60 Hz）を電源とし、三相交流440V,60 Hz（定格容量143 kVA）、単相交流100V,60 Hz（定格容量8 kVA）、直流100V（定格容量35 kW）を出力する。主変圧器・主変換装置・主電動機冷却用電動送風機、連続換気装置などはそれらを電源としている。編成中に3台搭載され常に結んで並列同期運転することにより、1台が故障したとしても他に2台から給電できるようになっている。補助電源装置の並列同期運転方式は、世界初採用であるとされている。
主電動機に1時間定格出力300kWのMT205形かご形三相誘導電動機を電動車1両に4基搭載し、この電動機をVVVFインバータにより制御している。許容回転数を6,120rpm（実質使用最高回転数は5000rpm）に設定し、歯車比を3.04とすることで高速化への対応を図っている。
定速運転機能および急勾配区間対応の抑速ブレーキを搭載しており、東北新幹線への入線を考慮しないN編成では北陸新幹線（先行開業区間）の曲線や勾配の関係から最高速度は260km/h（高崎駅以北のみ、上越新幹線では新潟まで全線で240km/h）とされている。
北陸新幹線（先行開業区間）特有の、延長数10kmに及ぶ下り30‰連続勾配では、抑速回生ブレーキを使用することで210km/hでの走行が可能である。また、30‰勾配での高速走行を行うため、抑速回生ブレーキ使用中に1編成中6両ある電動車のうち3両が回生失効状態に陥った時には非常ブレーキが作動し、その後は110km/hでの走行となる。非常ブレーキはすべての動力車両が回生失効になっても210km/hから空気ブレーキのみで停止できる。
台車はボルスタレス式で軸箱支持方式は2枚支持板方式、軸受はつば付円筒ころ軸受 JC38 を採用する。高速直進安定性のためヨーダンパを装備する。軽量化のため、歯車装置と軸箱前後蓋はアルミニウム製である。車輪径は200系、E1系から縮小され、300系、400系と同じく860mmとなった。量産先行車はDT206形（電動車）、TR7004形（付随車）を装着し、空気ばね径が500mmの可変絞り付きであることが特徴であったが、量産車では固定絞りとなった上に軸ばねなどが変更され、乗り心地が改善されたDT206A形（電動車）、TR7004A形（付随車）となった。
ブレーキシステムは制御応答性に優れる回生ブレーキ併用電気指令式空気ブレーキ方式を採用する。基礎ブレーキ摩耗低減のため、電動車2両に隣接する先頭車を加えた3両を制御単位として遅れ込め制御を行っている。高速域からの減速は回生ブレーキを用い、制動力が不足する場合には空気ブレーキによる補足が入る。基礎ブレーキは、電動台車・付随台車とも各車輪に油圧式ブレーキキャリパーによるディスクブレーキ（車輪ディスクブレーキ）を装備するほか、付随台車のみ1軸2枚のディスクブレーキを併用する。
基本番台車両には200系と同様の下枠交差形パンタグラフ（PS205）と大型パンタグラフカバーを組み合わせており、4号車と6号車に搭載する。
軽井沢駅 - 佐久平駅間での50/60Hz電源周波数の切り替えに対応した機器を搭載している。

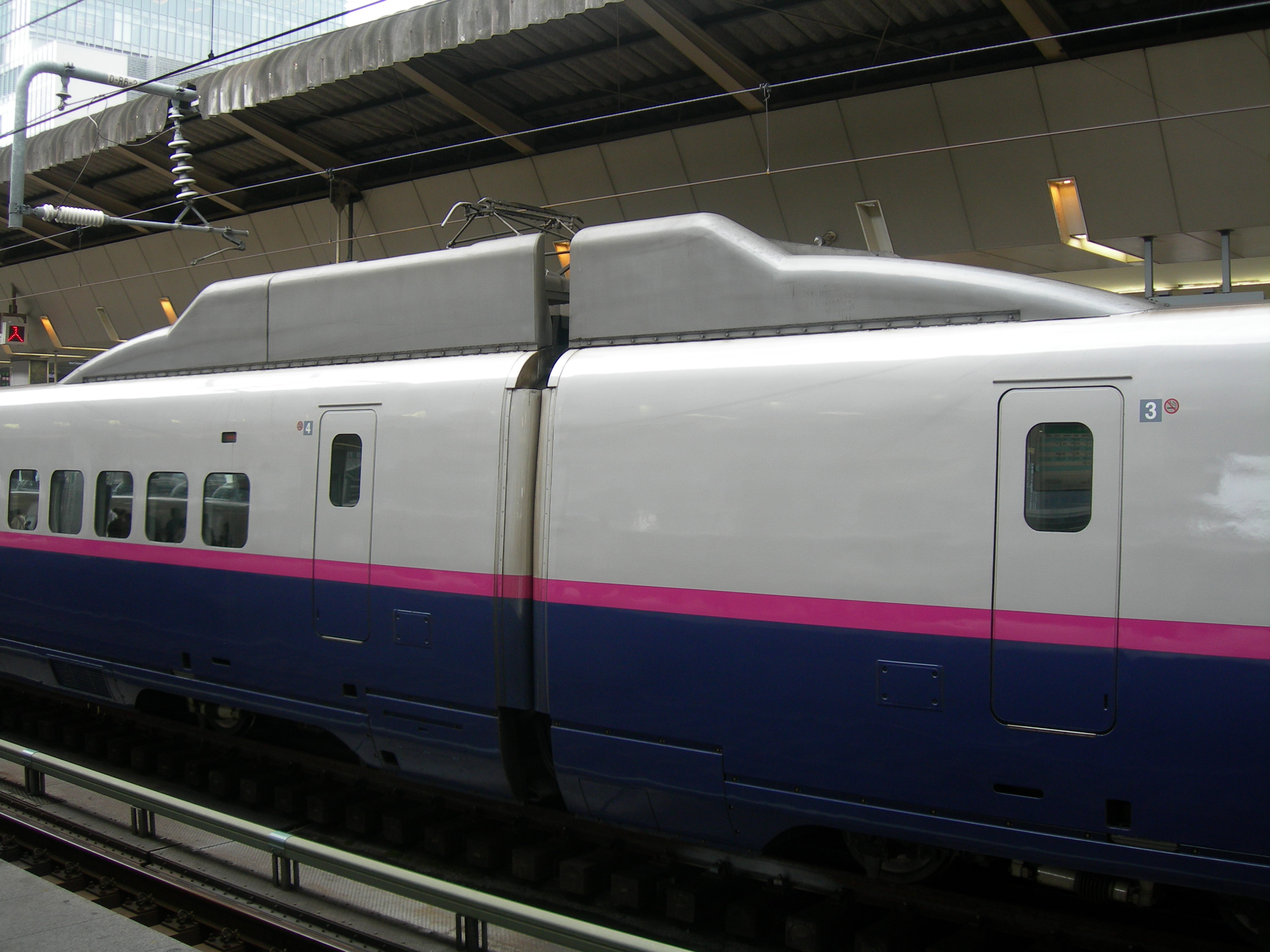
基本番台パンタグラフ（PS205）とパンタカバー

### 車内
グリーン車はシートピッチが1,160 mm間隔で、通路を挟んで左右に2列ずつ座席が配置される。長野・新青森・新潟寄り車端の1か所に客用扉・デッキを設ける。
普通車はシートピッチが980 mm間隔であり、通路を挟んで左右に2列+3列に座席が配置される。車端2か所に客用扉・デッキを設ける。
便所は2両に1箇所（奇数号車の長野・新青森・新潟寄り）に設置されており、大便所2箇所（洋式便器2箇所）と小便所1箇所、洗面所2箇所という構成である。ただし、グリーン車であるE215形は、多目的室を併設するため洗面所が1か所になっている。
空調装置は1基あたりの能力が29.07 kW（25,000 kcal/h）のAU216形（量産車はAU216A形）を各車両に2基設置する（1両あたり58.14 kW・50,000 kcal/h）。

#### 量産車の設計変更
1995年度に落成した量産先行車（S6・S7編成、後述）での走行試験の結果を踏まえ、量産車（N2・J2編成以降）では乗り心地の向上、騒音低減などを目的に下記の点で仕様の変更を行った。
- トンネル微気圧波低減のため、前頭部にふくらみを持たせた形状に変更。
- 騒音低減のため、パンタグラフカバーを箱型からスロープ型に変更。
- 運転台は運転士の停止位置目標の視認性向上のため、助士席側に小窓を新設（上部の前照灯横）。
  - 運転台計器パネルの配置を、E3系と共通の配置とした。
  - 一体化した日除けの採用、運転台上部の前尾灯収納キセを前側に移設（運転台空間拡大）。
- 乗り心地向上のため、車両間の外幌形状を変更、車端ダンパを廃止。
- 普通車との差別化のため、グリーン車の天井構造を変更、車内照明を電球色に変更。グリーン車の荷棚下に設置していた補助照明を廃止。
- 車内座席の座り心地向上のため、座席形状の変更と色調を変更。
  - 量産先行車ではグリーン車はブルーの座席表地、普通車は奇数号車にパープル色、偶数号車にブラウン色の座席表地を採用した[6]。
  - 量産車ではグリーン車は明るいグレーの座席表地に、普通車は1両にグリーン、パープル、ブルー3色の座席をランダム配置するものとした。
- 床面高さを 1,325 mm から 1,300 mm に変更。
- 空調ダクトは仕様の見直しにより、構造を大幅に変更している。
- 台車の空気ばねなどの仕様変更（前述）。

当系列はGoogle Mapのストリートビュー内にて車内が公開されている。

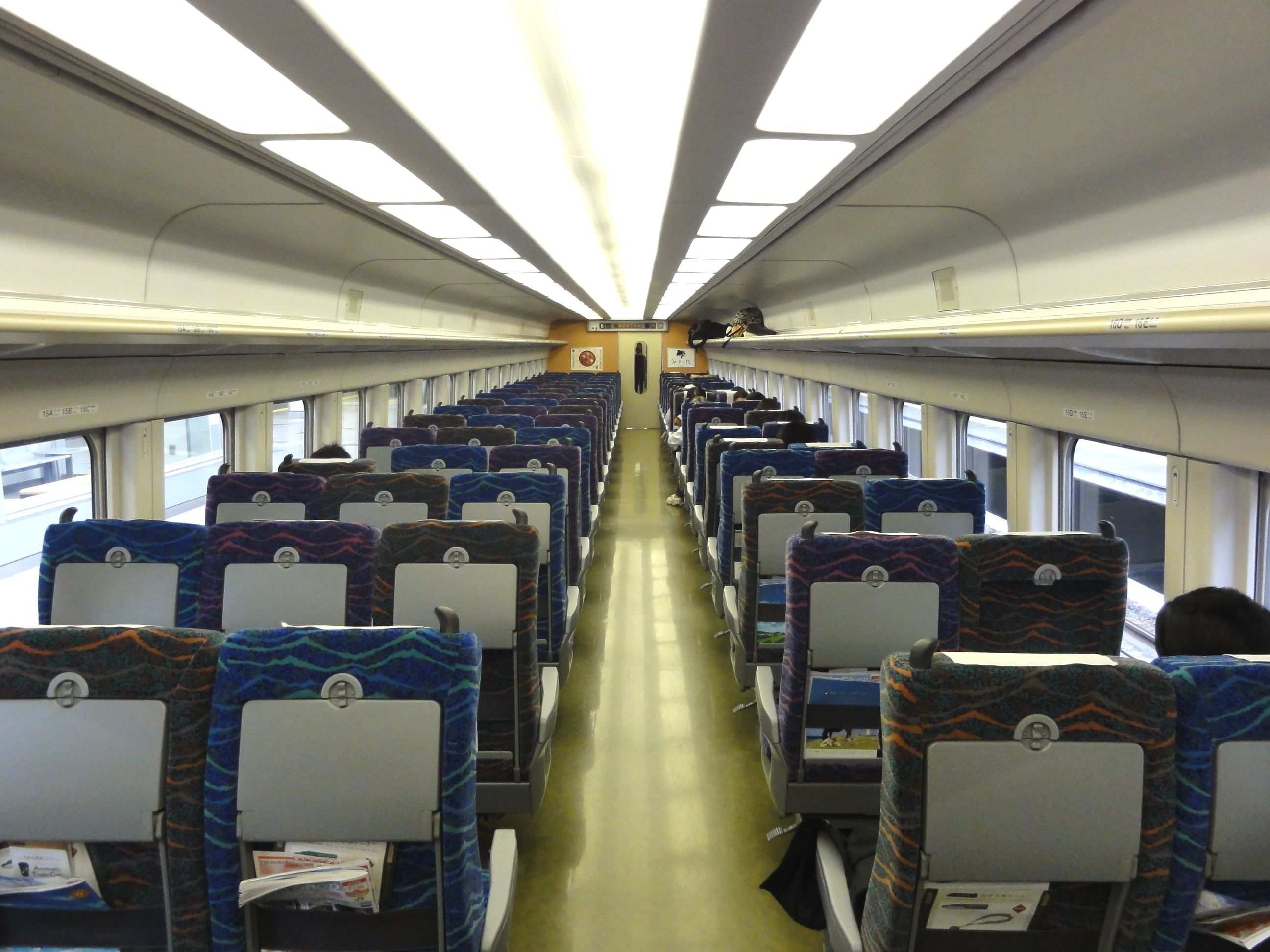
普通車（基本番台。7・8号車を除く）
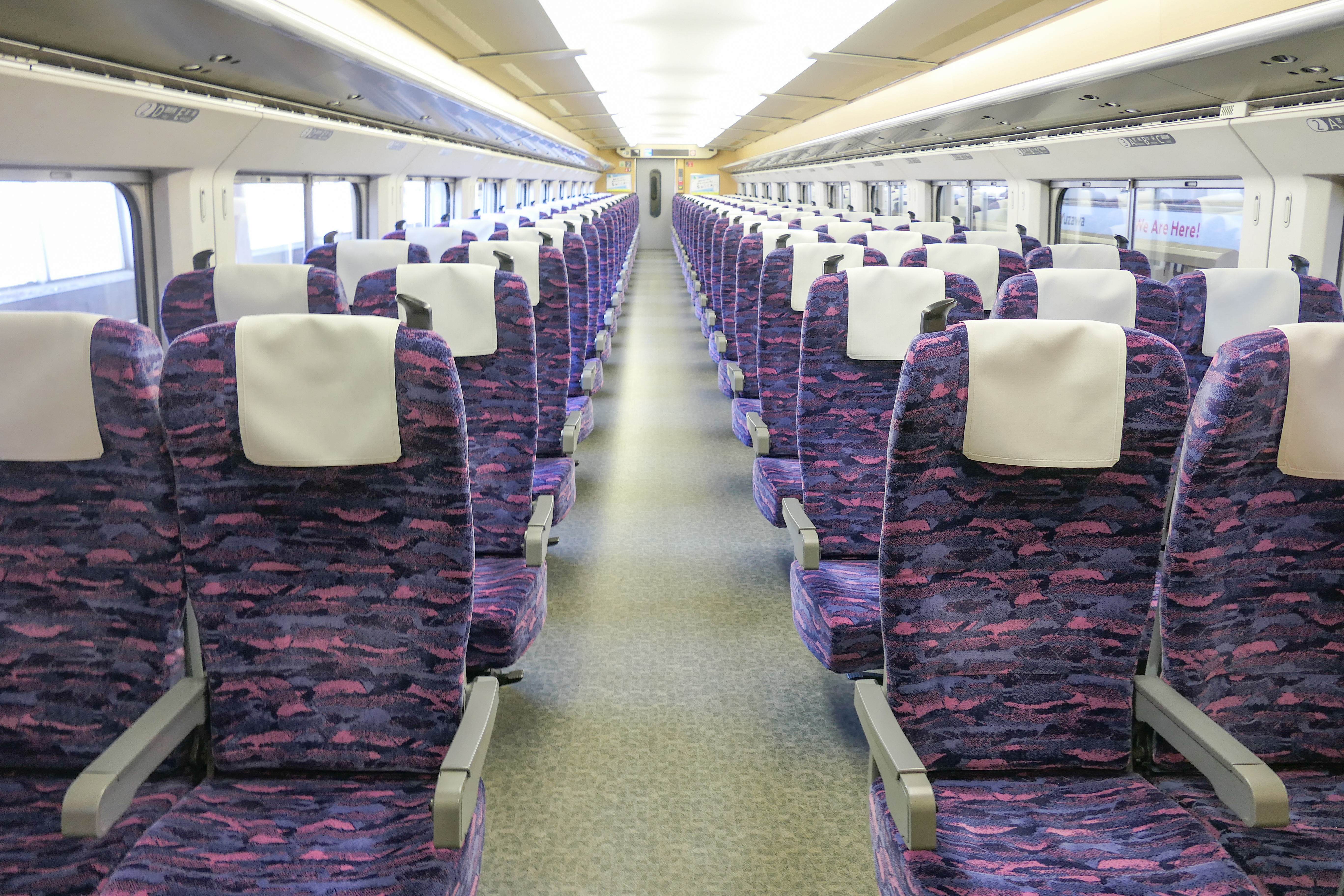
普通車（1000番台偶数号車および基本番台の7・8号車）
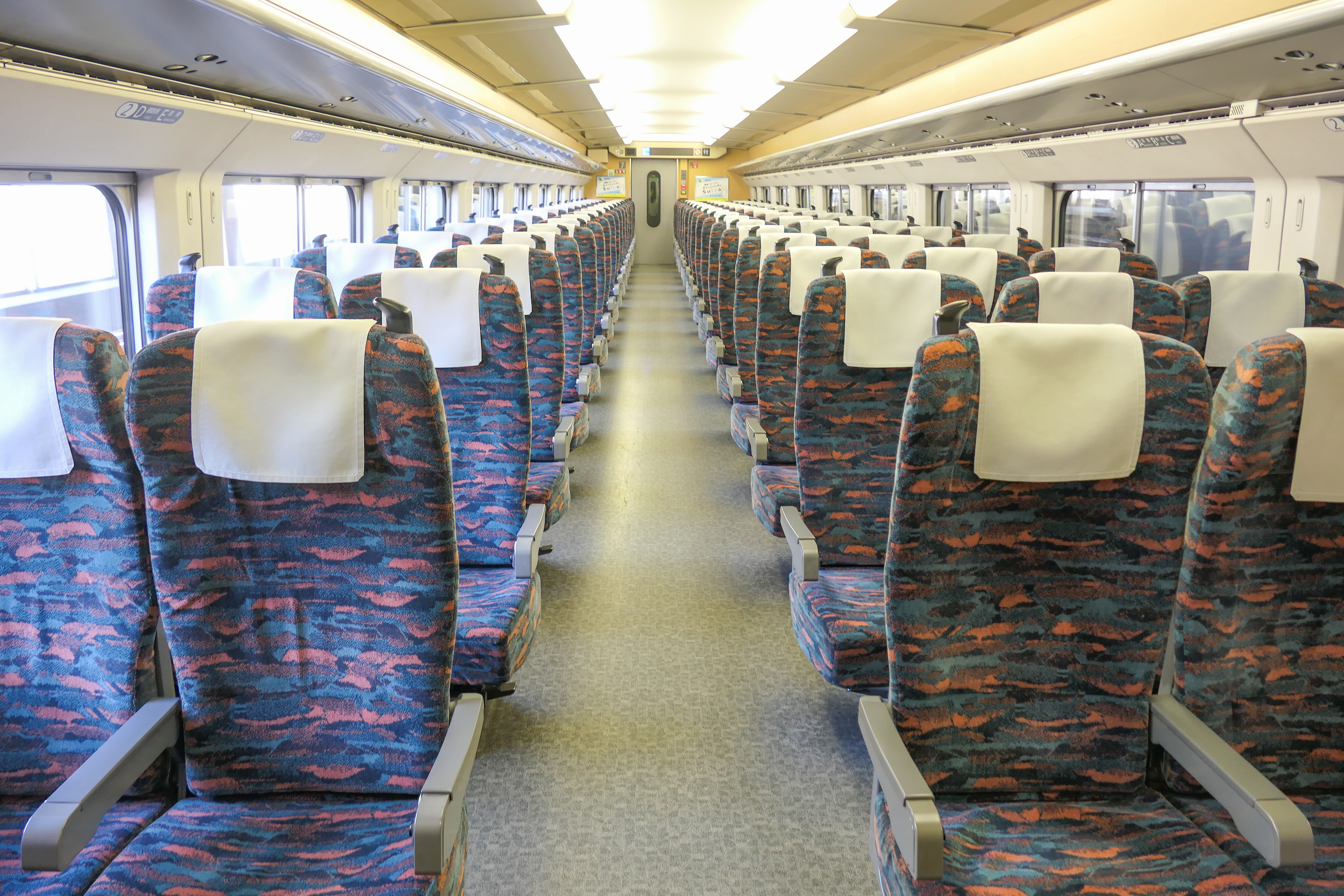
普通車（1000番台奇数号車・J70～J75編成）
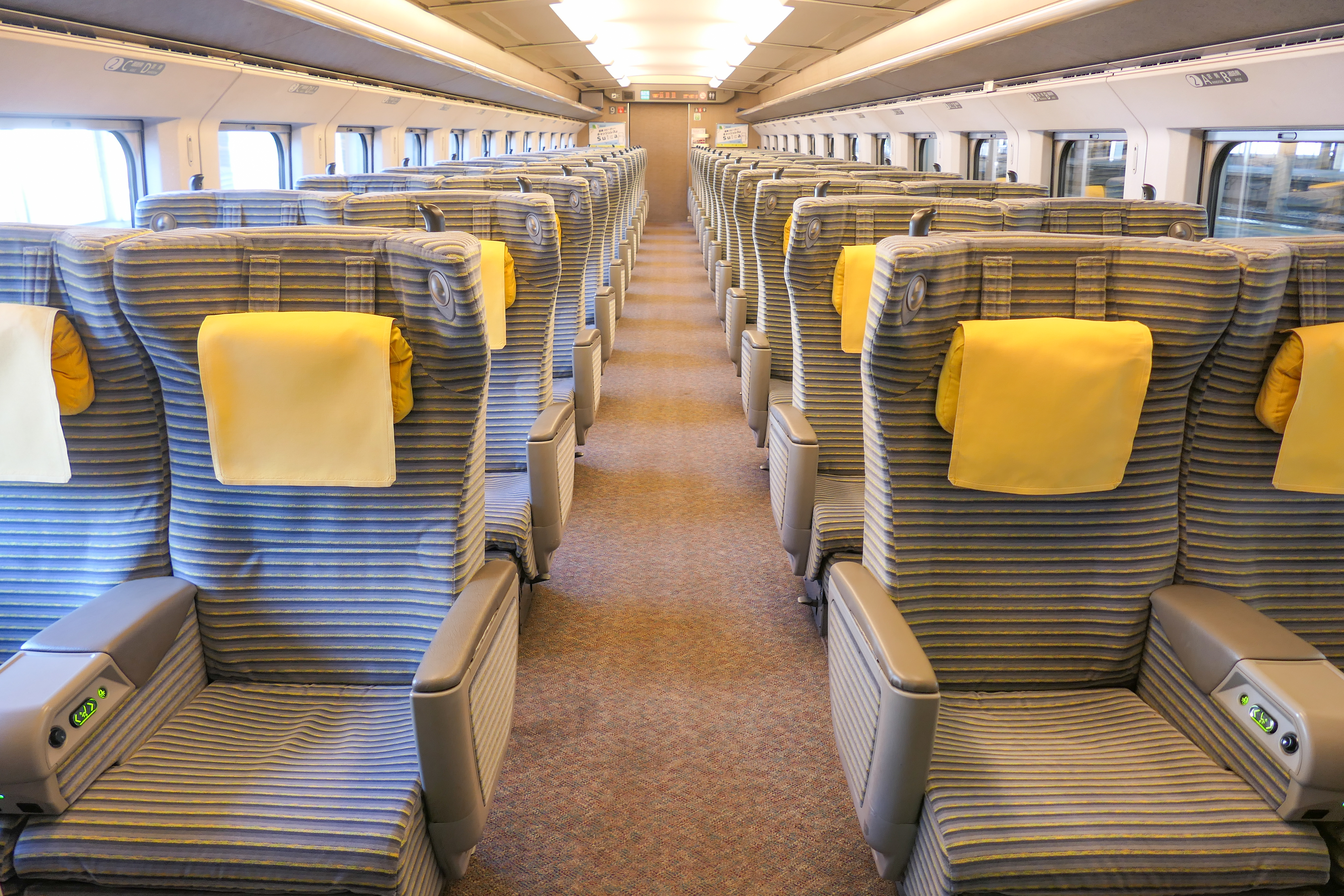
グリーン車
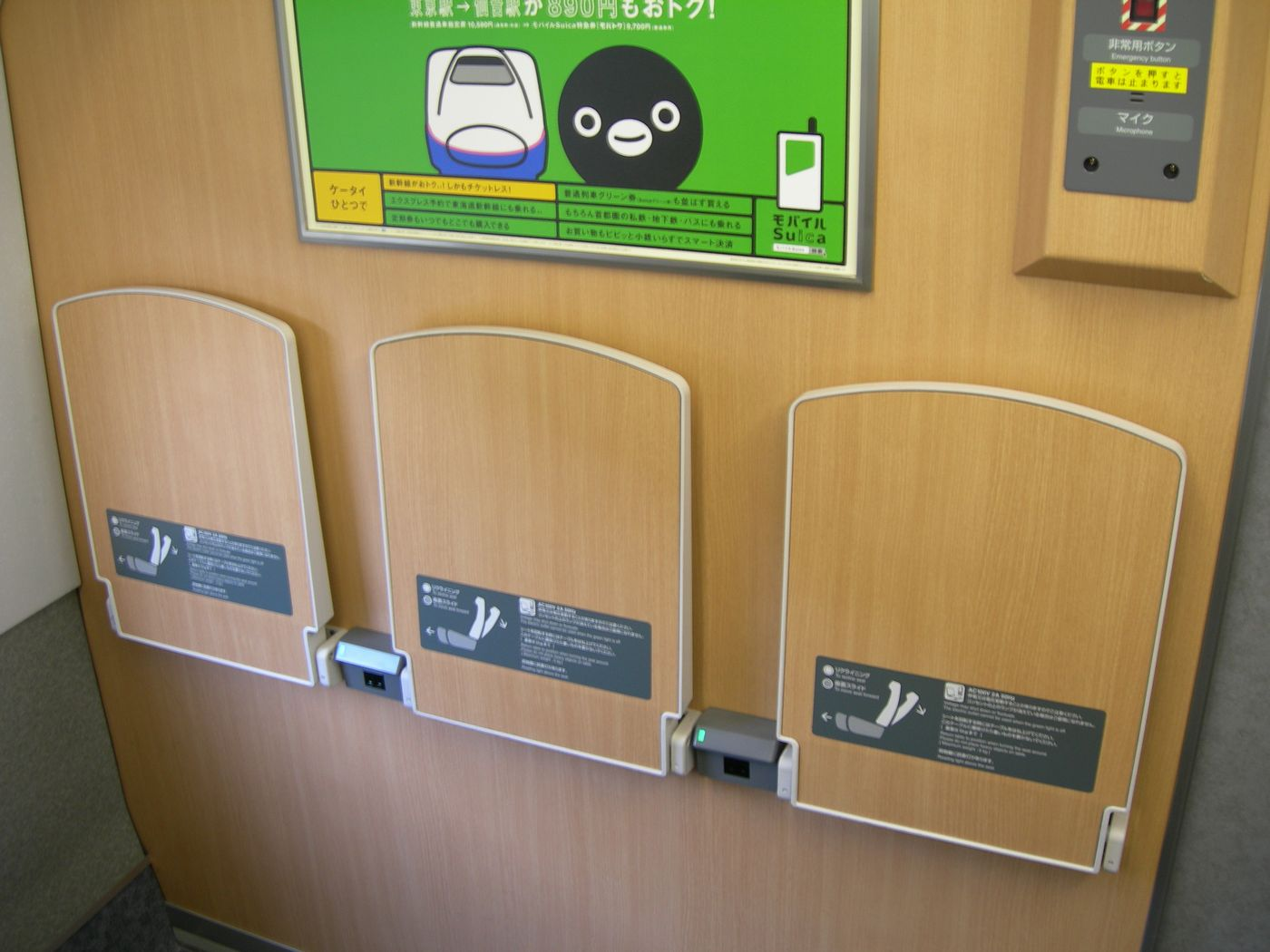
一部にコンセントが備わる（1000番台・J70～J75編成）
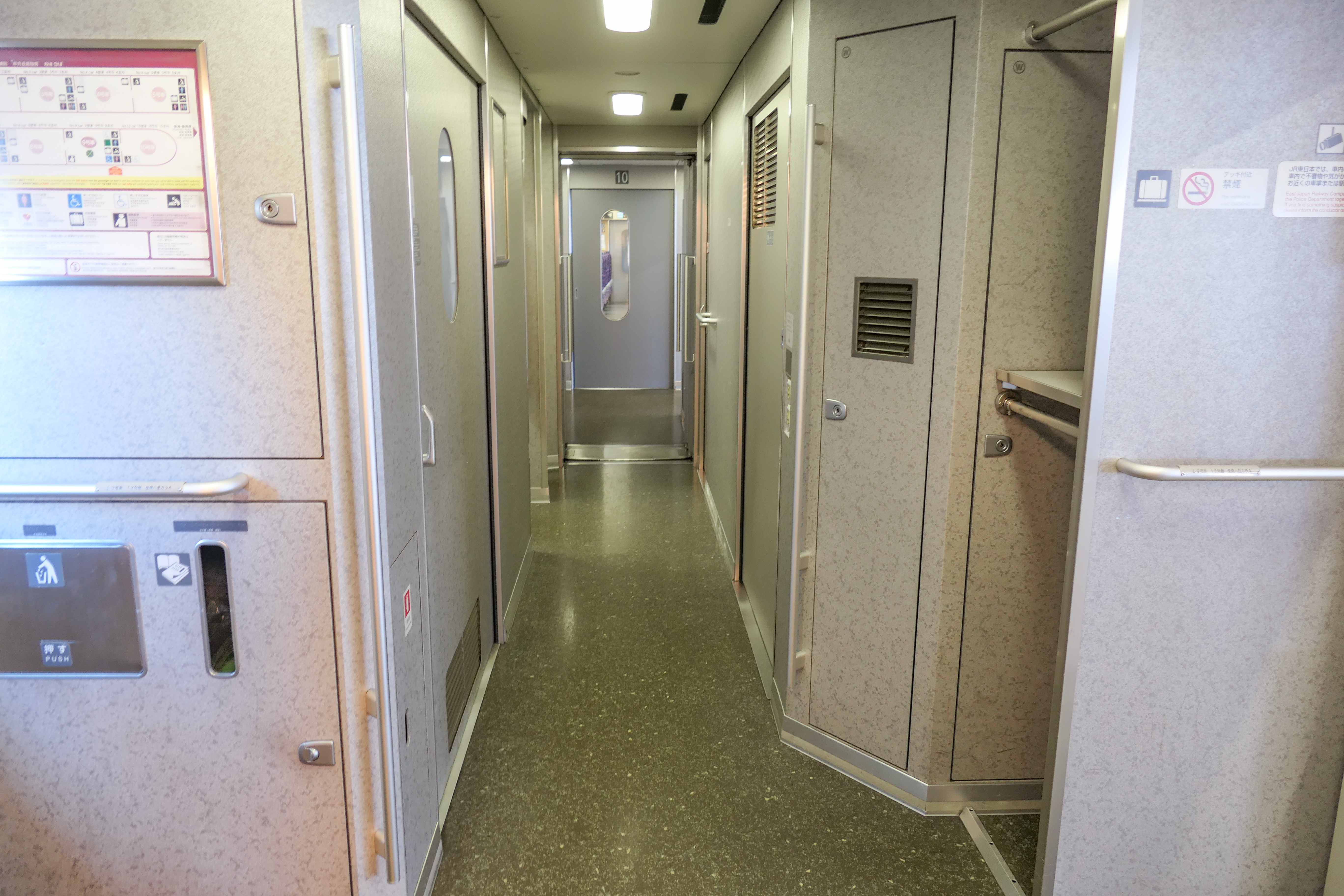
車内デッキ
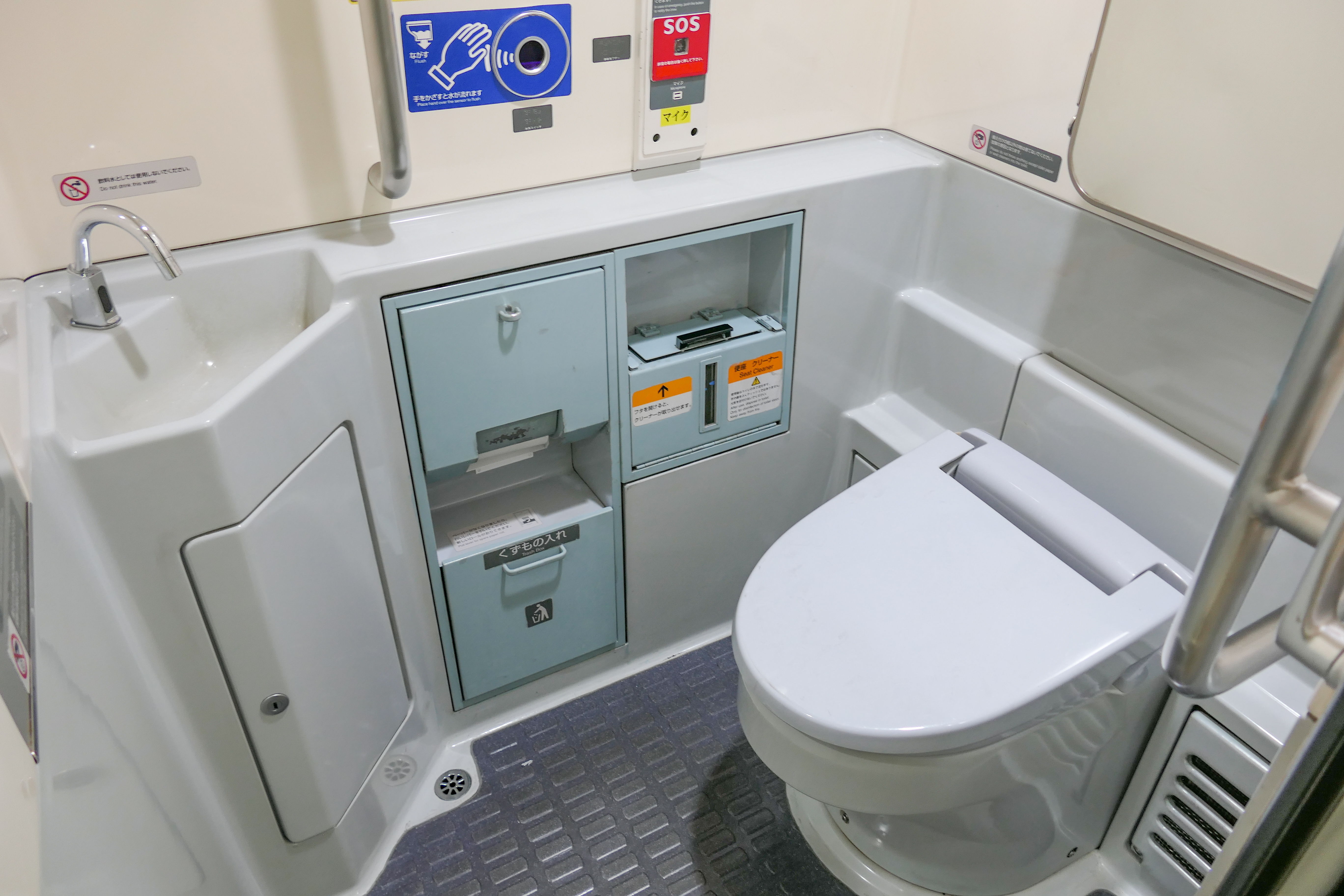
便所
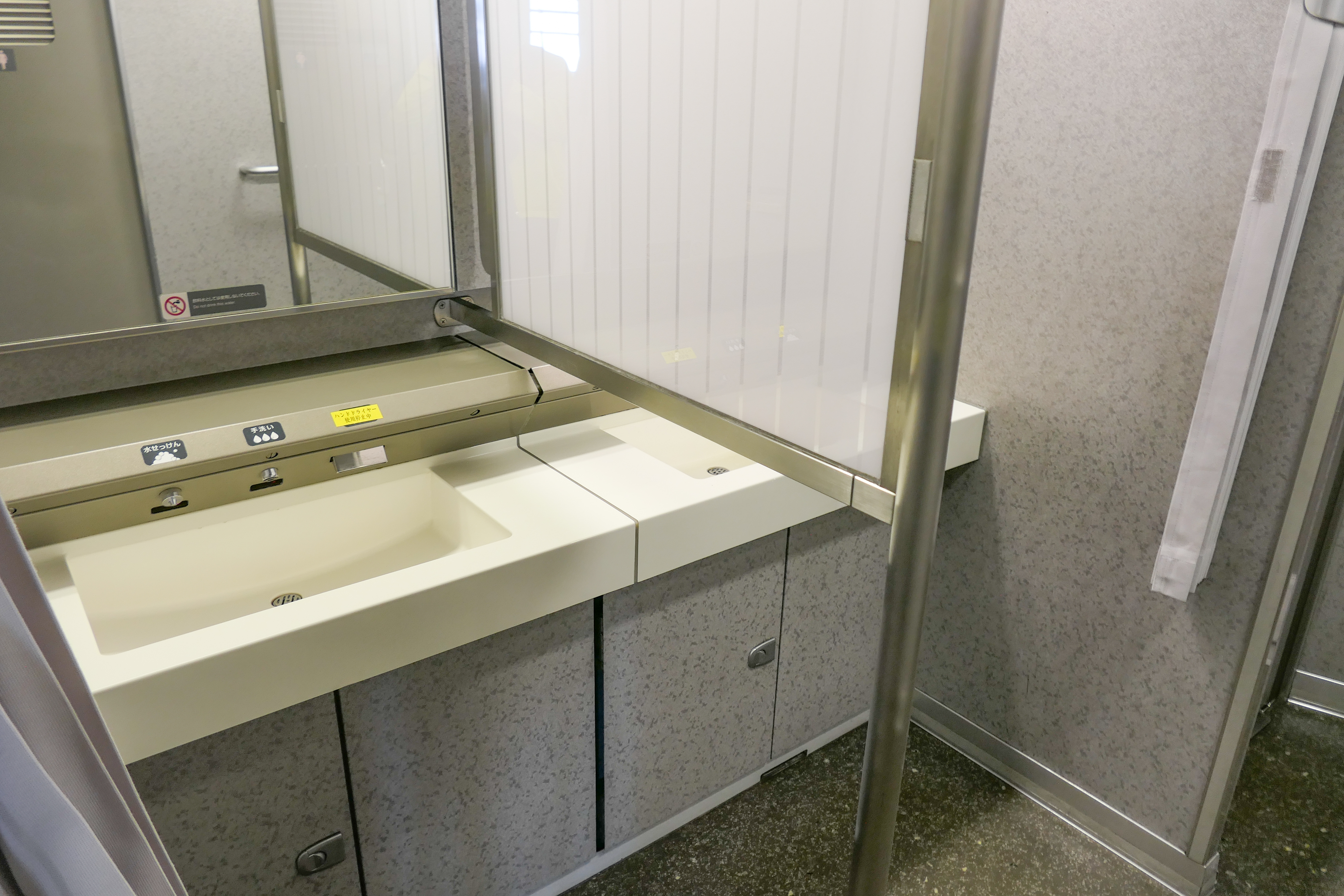
洗面所

### 1000番台
東北新幹線八戸延伸開業用として2001年に登場したグループである。
車体
アルミニウム合金製であるが、側構体や屋根構体に中空トラス断面大型形材を使用したダブルスキン構造を採用している。妻構体は引き続きシングルスキン構造を採用するが、奇数号車の後位には開口部を設け、便所・洗面所ユニットを搬入後に塞ぎ板を取り付ける構造としている。普通車の窓の寸法は、眺望性の観点から座席2列分（大窓）に拡大された。乗降扉はプラグドアから従来の引き戸方式に変更されたが、騒音対策として乗降扉周辺の形状も変更している。
2010年増備編成（J70編成以降）では、車体側面のLED式行先表示器はフルカラー式に変更されている。

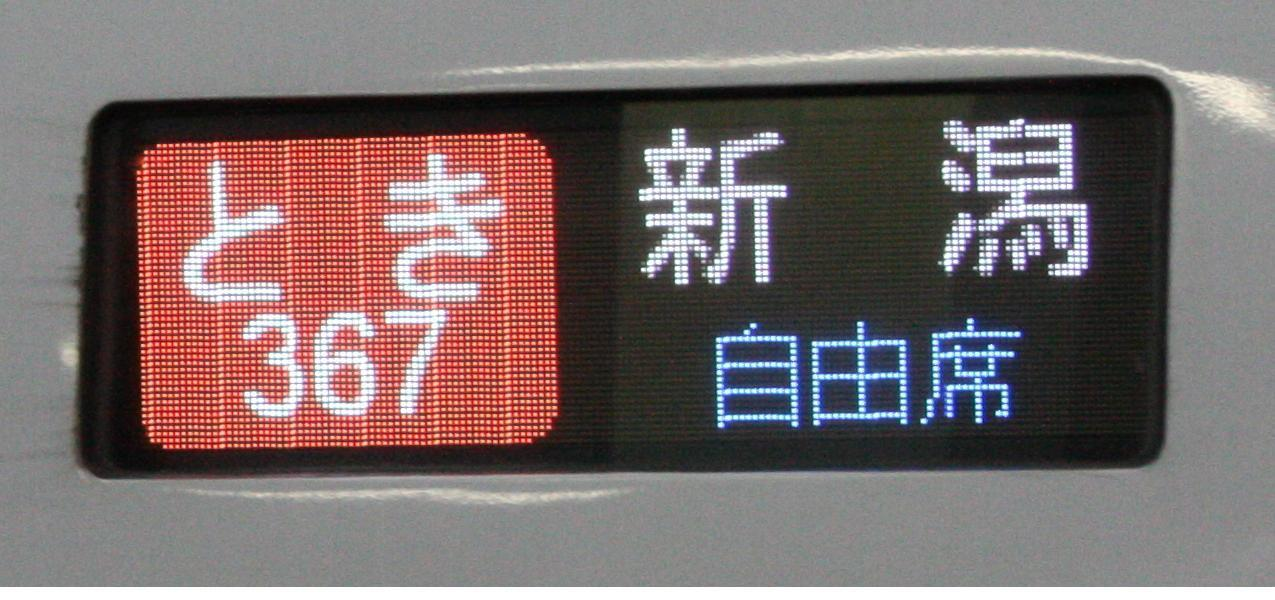
フルカラーLED式の行先表示器 （2010年製造分）
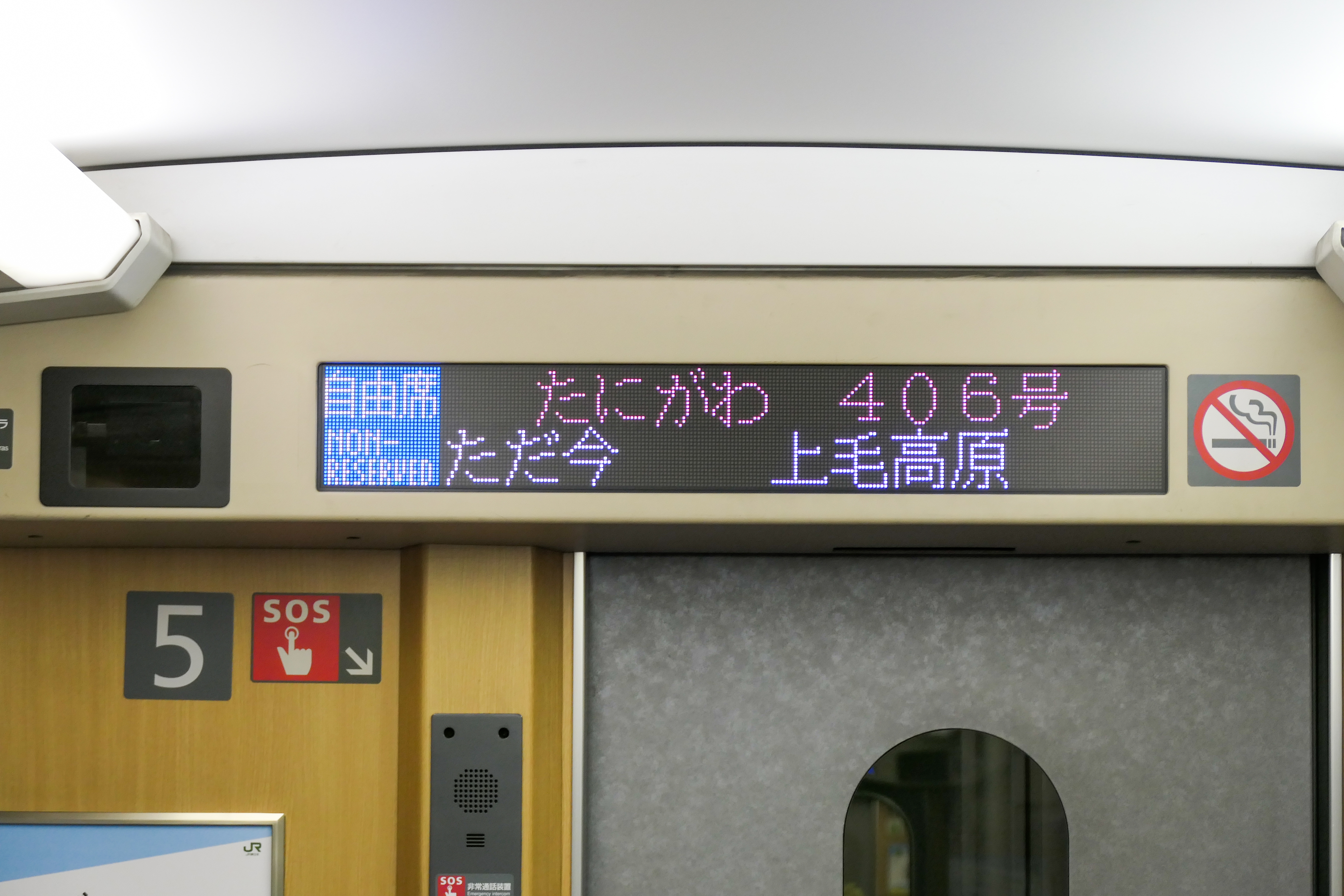
フルカラーLED式の車内案内表示器 （2010年製造分）

#### 車内
照明は基本番台の間接照明から直接照明に変更した。グリーン車の車内照明は、普通車と異なり電球色である。
グリーン車の座席は基本番台と同じ明るいグレーの座席表地である。普通車の座席はE4系普通車と同じ座面スライド機能付きとなり、奇数号車がグリーン、偶数号車がパープル系の表地とした。
2010年増備編成では、グリーン車の全席と普通車の窓際・最前・最後部に電源コンセントを設置、最前・最後部のテーブルを拡大、読書灯を設置した。防犯カメラの設置、車掌と通話可能な非常通報装置の導入、車内案内表示器のフルカラー・2段表示化、ドア開閉表示灯の点滅機能も追加しており、同時期に増備されていたE3系2000番台やE5系に準じた設備に変更されている。
主要機器
主変圧器（TM210形）は強制風冷式を採用し、2,900kVAの容量を備える。主変換装置の変更により、二次巻線を4線から2線に減らすことで軽量化が図られている。50Hzのみの対応となったため、東北・上越新幹線のみで運用される。同様に、北陸新幹線（先行開業区間）特有の、急勾配用機能も省略している（準備工事のみ実施）。
主変換装置（CI 11形）は、IGBT素子を使用したコンバータ1群+インバータ1群で構成されており、コンバータを半減させることで軽量化を図っている。主回路機器は、量産先行車（J51編成）の場合、日立製作所、三菱電機、東芝、富士電機の4社が製造した。
基本番台では補助電源装置を電源としていた機器のうち、主変圧器・主変換装置・主電動機冷却用電動送風機は主変圧器の三次巻線（単相交流400V、50 Hz）から直接電源を取るように変更された。補助電源装置（APU装置・SC212形。量産車はSC212A形）からの出力電圧は単相交流100V,50 Hzが17 kVA、交流100V,50 Hz（補助変圧器安定化電源）が22 kVA、直流100Vが55 kWである。連続換気装置は専用インバータを介して出力される三相交流440V,60Hzを電源とすることで、基本番台との互換性を図っている。この変更により補助電源装置の負荷が軽減されるため、容量及び搭載台数の減少（編成中3台→2台）が行われている。
台車は、量産先行車（J51編成）では基本番台3次車のものをベースに台車枠の強化、軸箱後蓋の鋼製化や踏面清掃装置の変更、ダンパ・キャリパーの改良を施した、DT206C形（電動車）、TR7004B形（付随車）である。量産車（J52編成以降）は、さらに改良が加えられたDT206D形（電動車）に、付随台車は基本番台2次車と同じTR7004A形である。
空調装置は1基あたりの能力を33.72 kW（29,000 kcal/h）に増強したAU216B形を各車両に2基設置する（1両あたり67.44 kW・58,000 kcal/h）。
集電装置は、E3系で採用されたシングルアーム式（PS206）をベースに作動機構を小型カバーで覆い、それを支持する碍子を翼断面形状にし、パンタグラフカバーを廃した PS207 を採用している。このパンタグラフはJR東日本と東洋電機製造が共同開発したものであり、九州新幹線の800系にもPS207Kとして採用された。

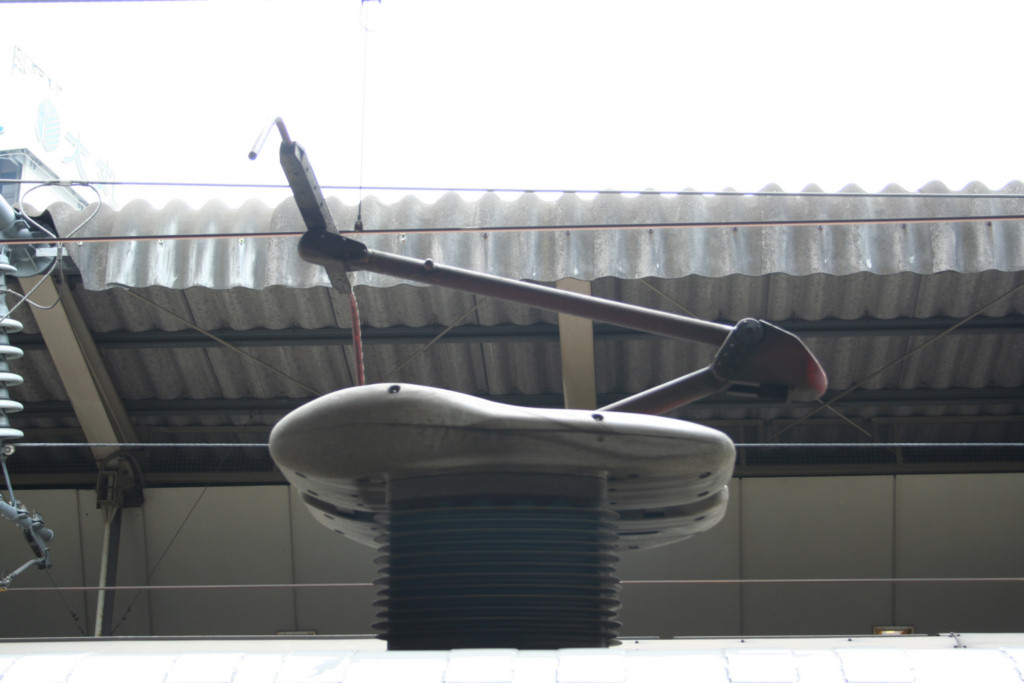
1000番台のシングルアーム式パンタグラフ (PS207)

これらの改良により、走行時の消費電力を200系比約70パーセントにまで減少させることが可能になった。

#### 量産車の設計変更
2001年度に落成した量産先行車（J51編成、後述）での走行試験の結果を踏まえ、量産車（J52編成以降）では乗り心地の向上、騒音低減などを目的に下記の点で仕様の変更を行った。落成当初のJ51編成（8両）は1000番台で唯一、N編成と同じカラーリング（真紅レッドの帯とそよ風をイメージしたエンブレム）で落成した。
車内環境改善のため、側窓キセ上部に調整ツマミ付きの空調吹出口を設置した。空調装置は1基あたりの能力を37.21 kW（32,000 kcal/h）に増強したAU216C形を各車両に2基設置する（1両あたり74.42 kW・64,000 kcal/h）。
新製当初より先頭車両およびグリーン車に空気アクチュエータ式フルアクティブサスペンション、その他の車両に減衰力調整式のセミアクティブサスペンションが装備されている
。これにより振動の少ない快適な乗り心地を実現している。さらに車両妻面の下部同士をオイルダンパで連結する、車体間ダンパを装備して、車体のヨー方向の振動の低減を図っている。フルアクティブサスペンションとセミアクティブサスペンションは、量産先行車（J51編成）とJ編成基本番台の車両にも後に装備された。

## 形式
基本的に電動車は奇数形式（M1車）と偶数形式（M2車）でペアを組み、両端の付随車をあわせて編成を構成する。

### 新製車両

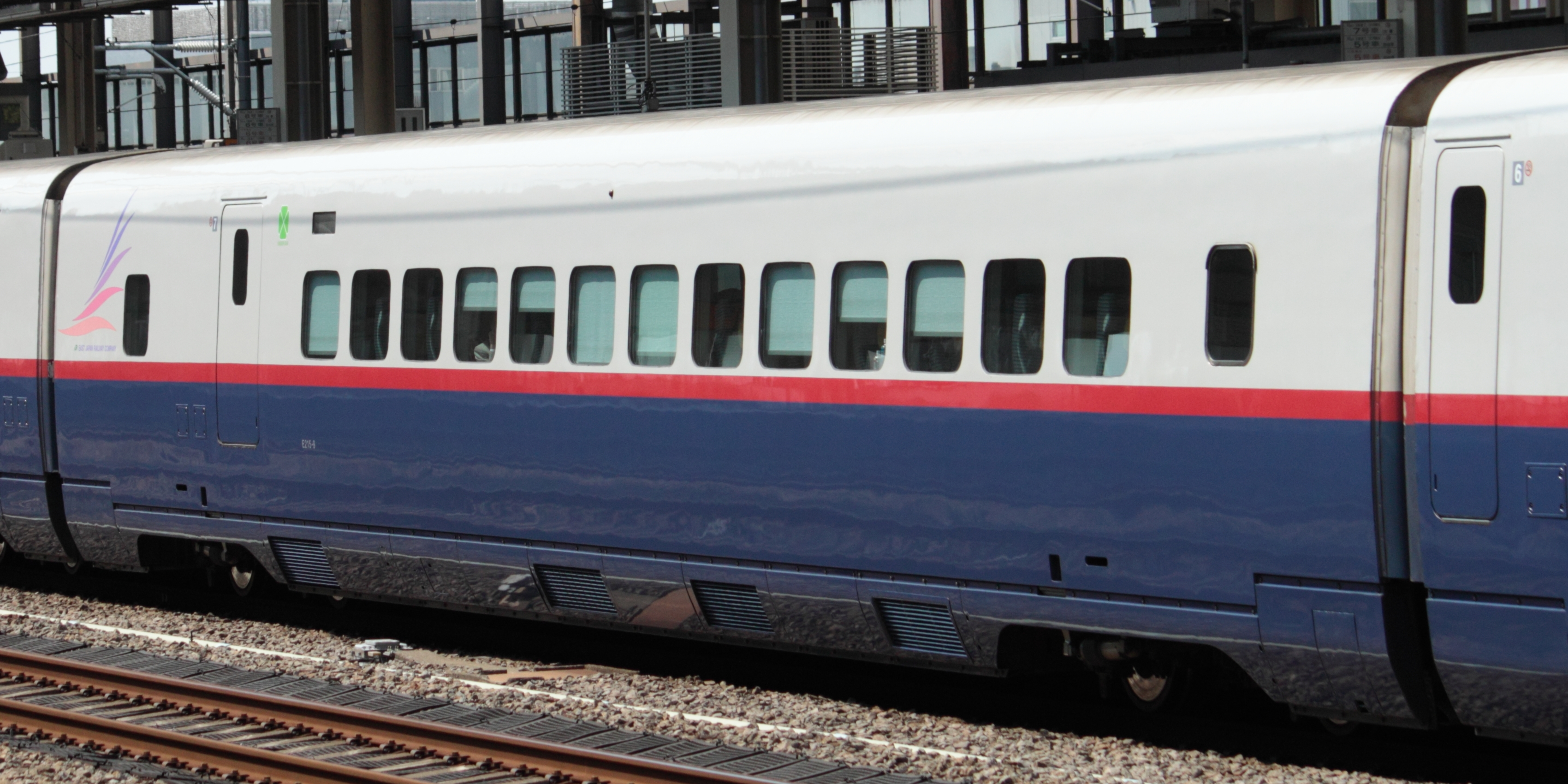
E215形 (E215-9)

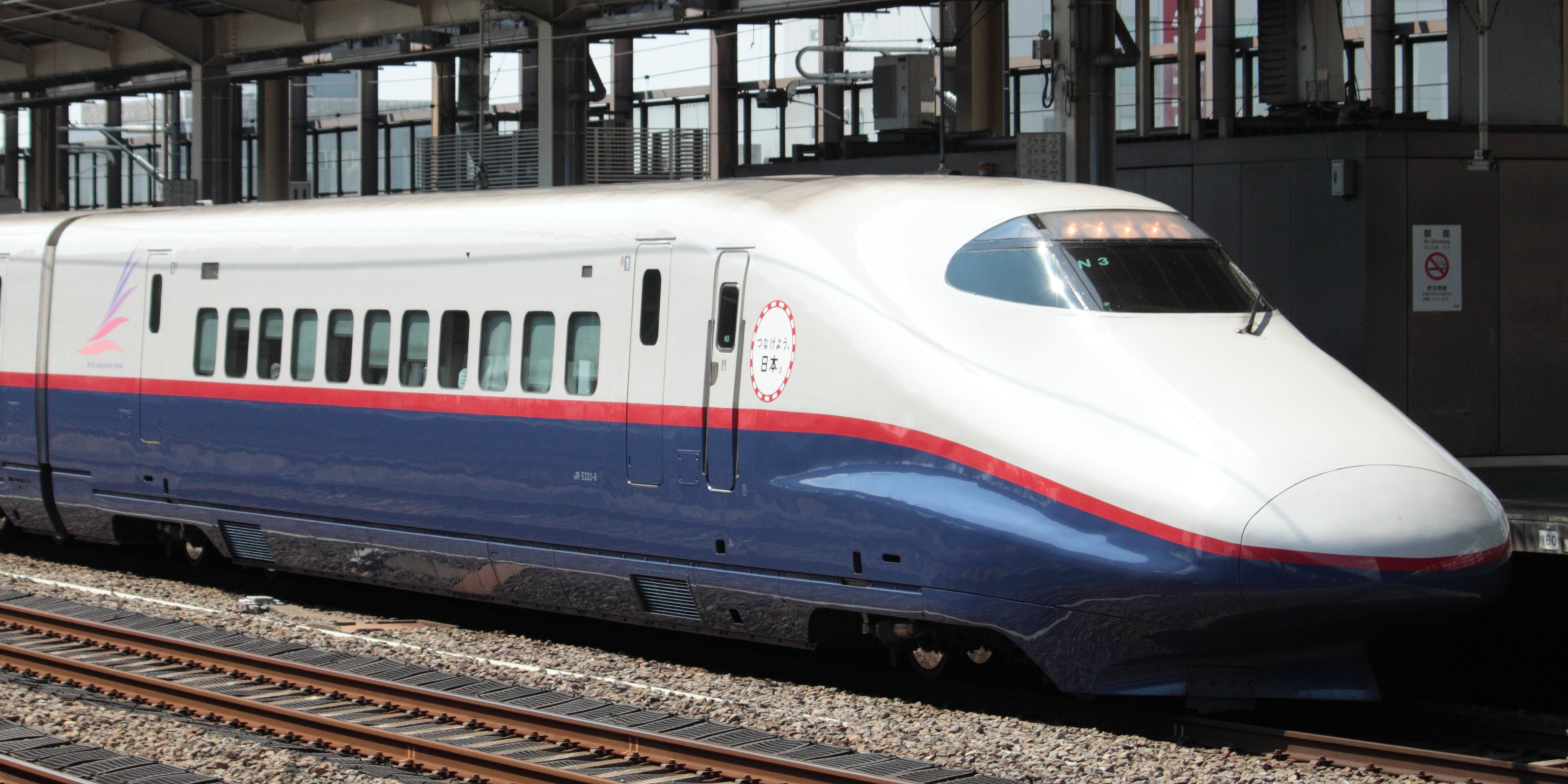
E223形基本番台 (E223-9)
東日本大震災復興推進キャンペーン
ステッカー貼付

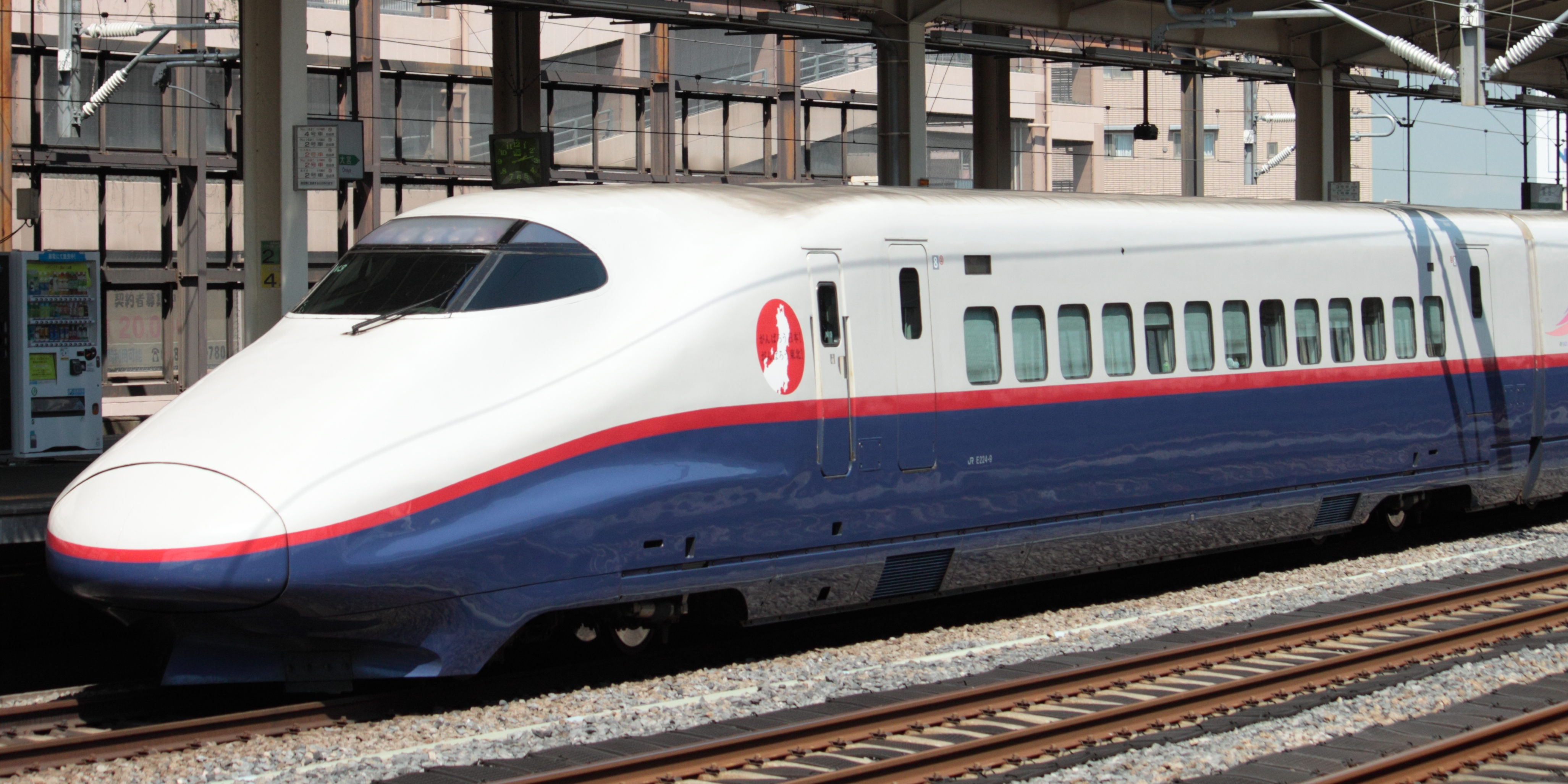
E224形基本番台 (E224-9)
青森デスティネーションキャンペーン
ステッカー貼付

E215形 (M1s)
グリーン席を備える中間電動車。N編成7号車、J編成9号車として使用。東京寄りに車掌室、新青森・長野・新潟寄りに車椅子対応設備、多目的室、ベビーベッドを備え、主変換装置、空気圧縮機などを搭載する。
E223形 (T1c)
普通席を備える制御付随車。
基本番台
N・J編成1号車として使用。東京向き運転台、便所、洗面所を備え、空気圧縮機、LCXアンテナなどを搭載する。
1000番台
J編成1号車として使用。東京向き運転台、便所、洗面所を備え、空気圧縮機、LCXアンテナなどを搭載する。車椅子スペースを設けたため、基本番台よりも座席数が1名分少ない。
1100番台
J51編成1号車として使用。東京向き運転台、分割併合装置、便所、洗面所を備え、空気圧縮機、LCXアンテナなどを搭載する。車椅子スペースを設けたため、基本番台よりも座席数が1名分少ない。
E224形 (T2c)
普通席を備える制御付随車。
基本番台
N編成8号車として使用。新青森・長野・新潟向き運転台、車椅子対応座席、公衆電話を備える。
100,1100番台
J編成10号車として使用。新青森・長野・新潟向き運転台、分割併合装置、車椅子対応座席、公衆電話を備える（J編成は後に撤去）。
E225形
普通席を備える中間電動車。
基本番台 (M1)
N・J編成3号車として使用。便所、洗面所、自動販売機（後に使用停止）を備え、主変換装置、空気圧縮機などを搭載する。
100,1100番台 (M1)
J編成7号車として使用。便所、洗面所、業務用室、多目的室、自動販売機（後に使用停止）を備え、主変換装置、空気圧縮機などを搭載する。
400,1400番台 (M1k)
N・J編成5号車として使用。便所、洗面所、車内販売準備室を備え、主変換装置、空気圧縮機などを搭載する。

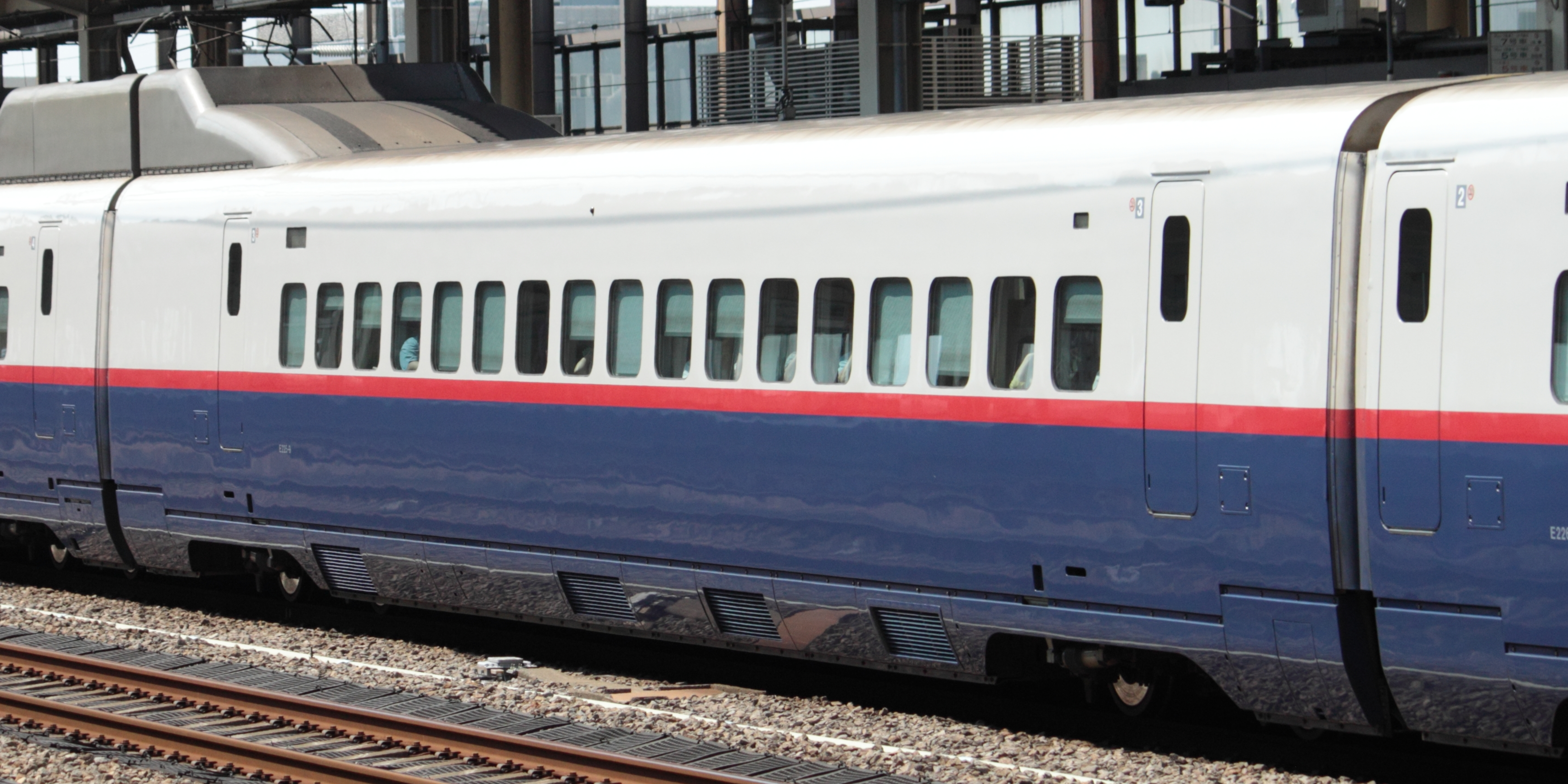
E225形基本番台 (E225-9)
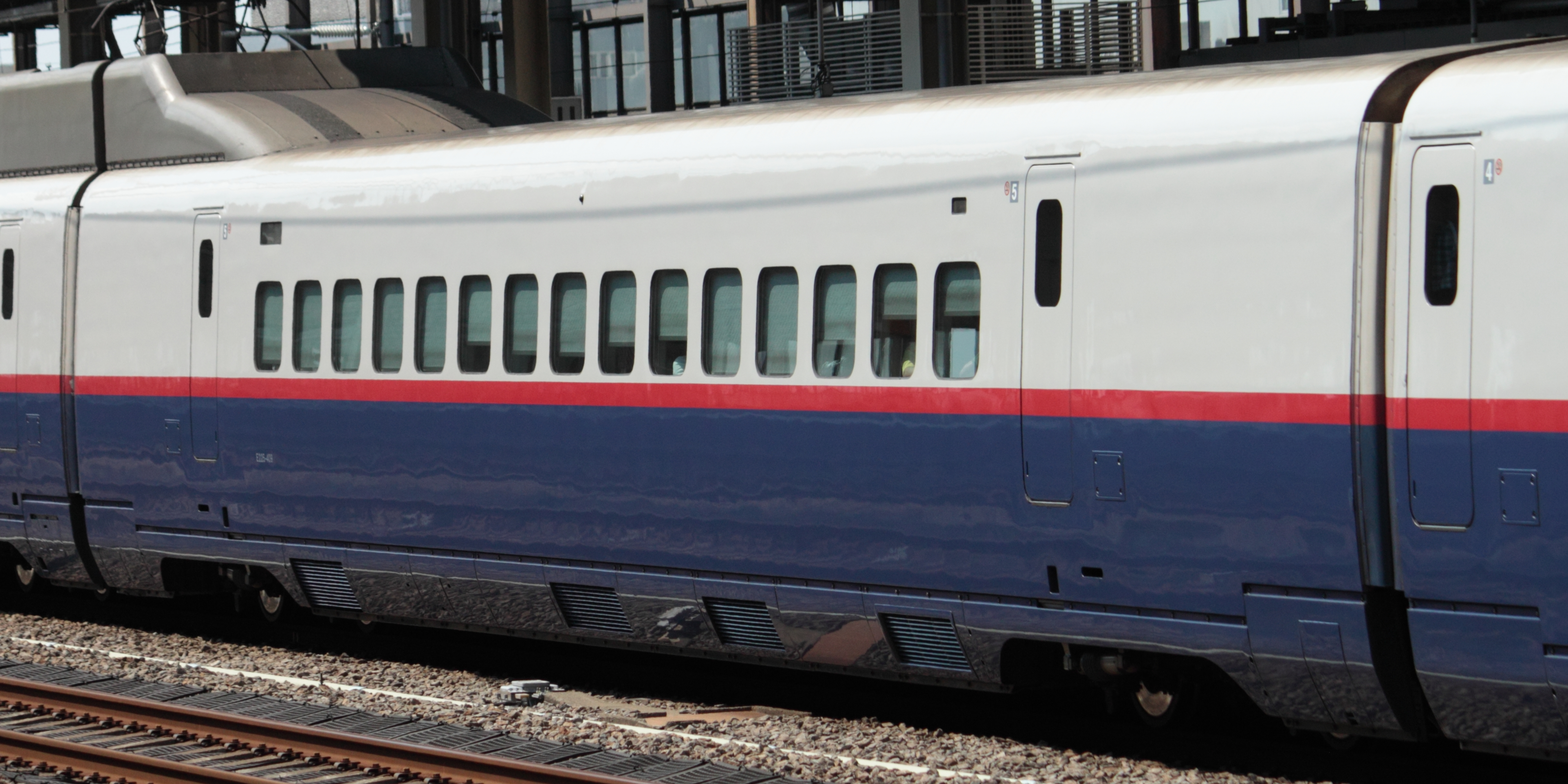
E225形400番台 (E225-409)

E226形 (M2)
普通席を備える中間電動車。
100,1100番台
N・J編成2号車として使用。公衆電話（撤去済）を備え、主変圧器、主変換装置などを搭載する。
200,1200番台
N・J編成4号車として使用。公衆電話を備え、集電装置、主変圧器、主変換装置などを搭載する。
300,1300番台
N・J編成6号車として使用。公衆電話（撤去済）を備え、集電装置、主変圧器、主変換装置などを搭載する。
400,1400番台
J編成8号車として使用。公衆電話を備え、主変圧器、主変換装置などを搭載する。

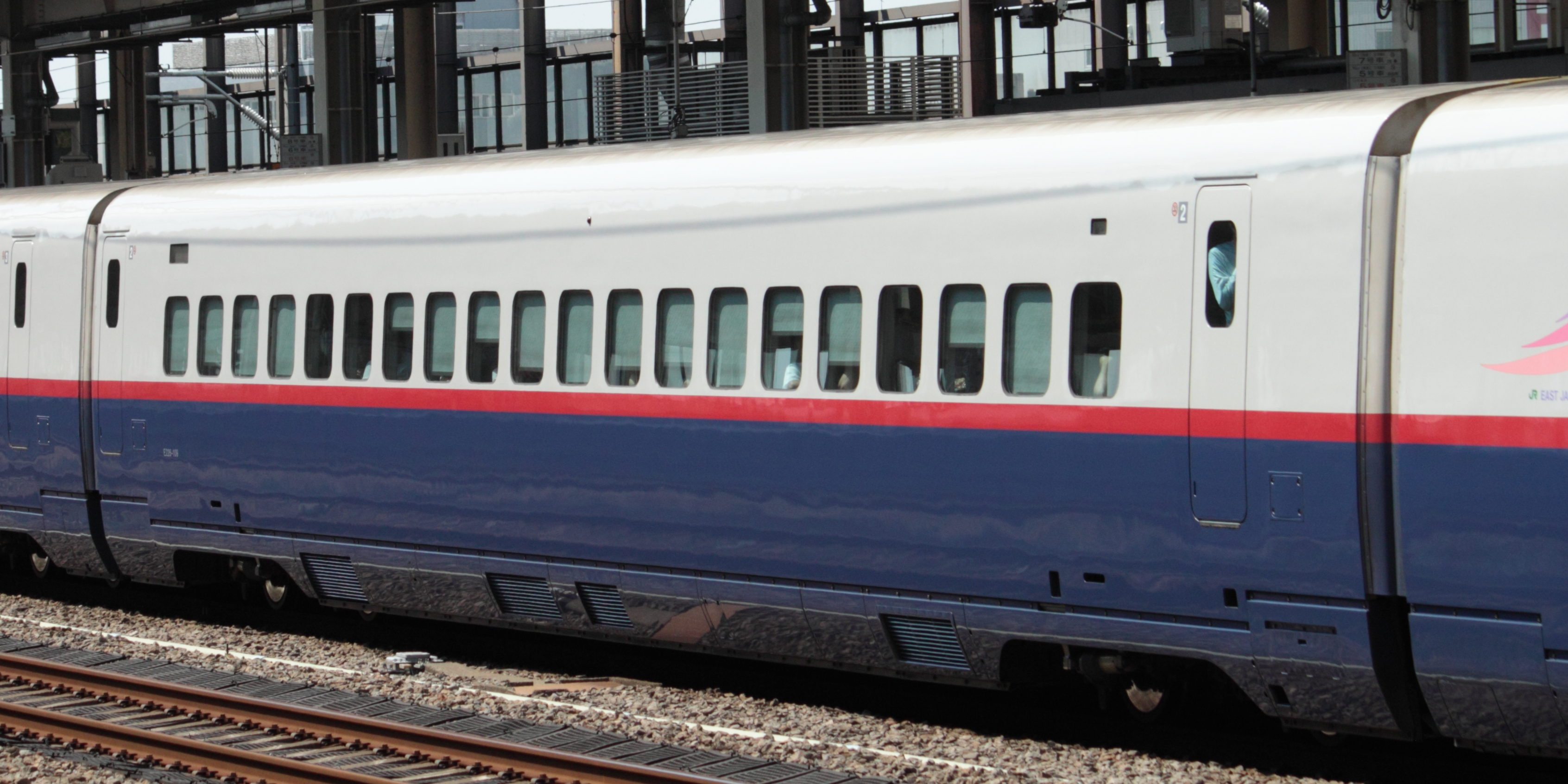
E226形100番台 (E226-109)
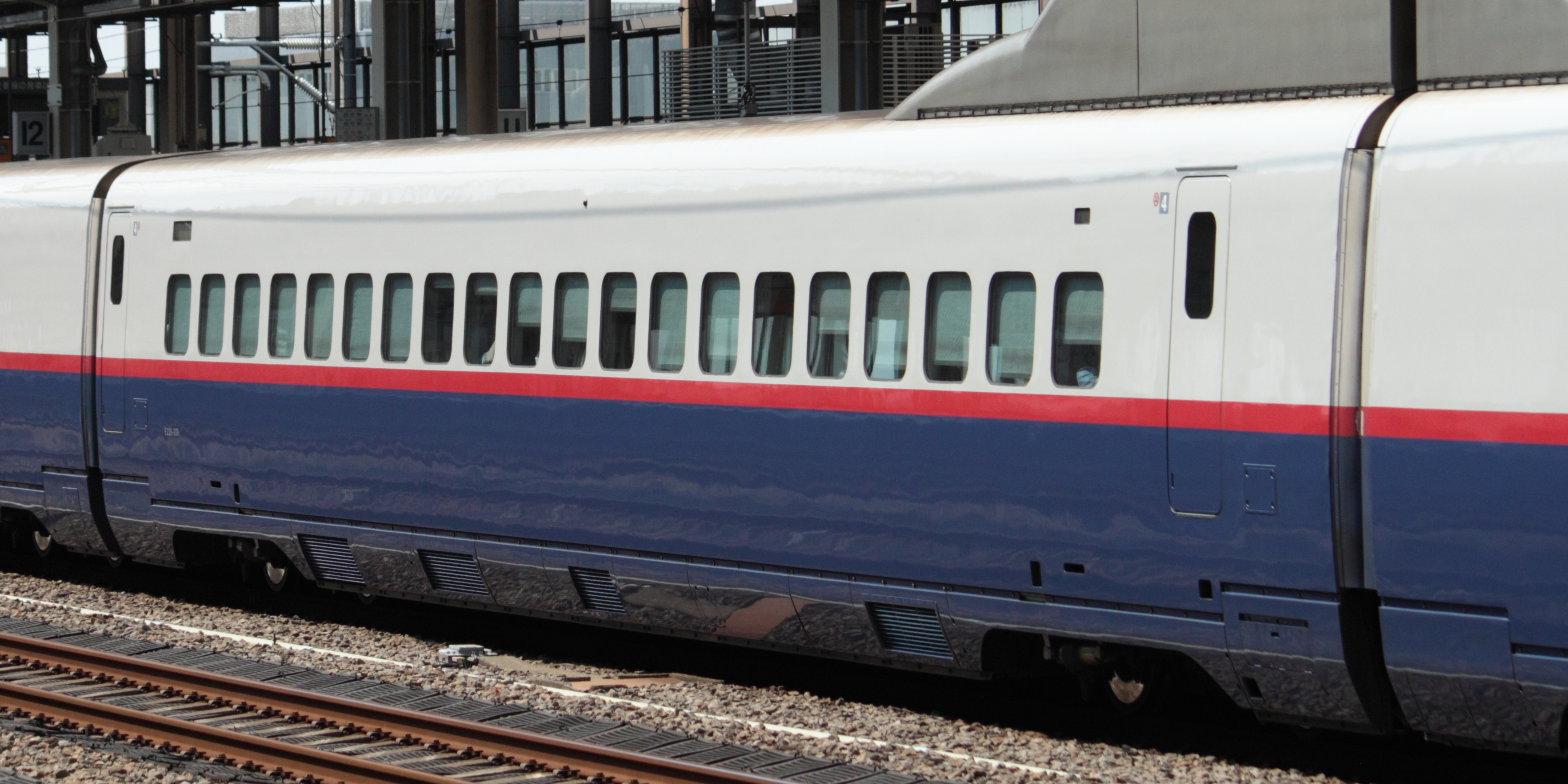
E226形200番台 (E226-209)
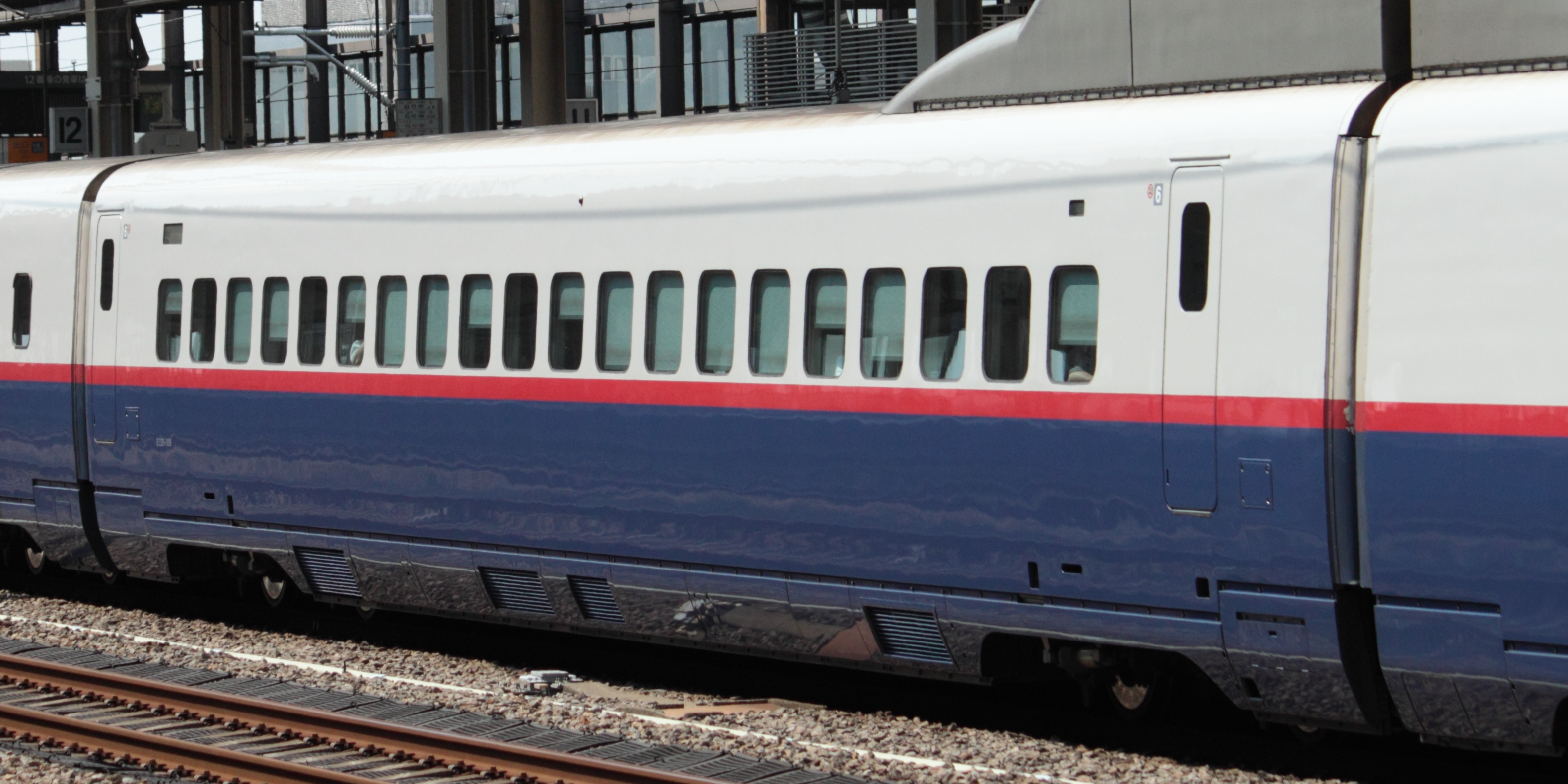
E226形300番台 (E226-309)

| 形式   | 番台     | 車両番号            | 定員  | 製造数 | 総数  | 備考                       |
| ------ | -------- | ------------------- | ----- | ------ | ----- | -------------------------- |
| E215形 | 基本番台 | 1 - 28              | 51名  | 28両   | 53両  |                            |
| E215形 | 1000番台 | 1001 - 1025         | 51名  | 25両   | 53両  |                            |
| E223形 | 基本番台 | 1 - 28              | 55名  | 28両   | 53両  |                            |
| E223形 | 1000番台 | 1101                | 54名  | 1両    | 53両  | 大窓、分割併合装置を備える |
| E223形 | 1000番台 | 1002 - 1025         | 54名  | 24両   | 53両  | 大窓                       |
| E224形 | 基本番台 | 7 - 19              | 64名  | 13両   | 53両  |                            |
| E224形 | 基本番台 | 101 - 106 120 - 128 | 64名  | 15両   | 53両  | 分割併合装置を備える       |
| E224形 | 1000番台 | 1101 - 1125         | 64名  | 25両   | 53両  | 大窓、分割併合装置を備える |
| E225形 | 基本番台 | 1 - 28              | 85名  | 28両   | 145両 |                            |
| E225形 | 基本番台 | 101 - 114           | 85名  | 14両   | 145両 | 大窓                       |
| E225形 | 基本番台 | 401 - 428           | 75名  | 28両   | 145両 | 車販準備室付き             |
| E225形 | 1000番台 | 1001 - 1025         | 85名  | 25両   | 145両 | 大窓                       |
| E225形 | 1000番台 | 1101 - 1125         | 85名  | 25両   | 145両 | 大窓                       |
| E225形 | 1000番台 | 1401 - 1425         | 75名  | 25両   | 145両 | 大窓、車販準備室付き       |
| E226形 | 基本番台 | 101 - 128           | 100名 | 28両   | 198両 |                            |
| E226形 | 基本番台 | 201 - 228           | 100名 | 28両   | 198両 |                            |
| E226形 | 基本番台 | 301 - 328           | 100名 | 28両   | 198両 |                            |
| E226形 | 基本番台 | 401 - 414           | 100名 | 14両   | 198両 | 大窓                       |
| E226形 | 1000番台 | 1101 - 1125         | 100名 | 25両   | 198両 | 大窓                       |
| E226形 | 1000番台 | 1201 - 1225         | 100名 | 25両   | 198両 | 大窓                       |
| E226形 | 1000番台 | 1301 - 1325         | 100名 | 25両   | 198両 | 大窓                       |
| E226形 | 1000番台 | 1401 - 1425         | 100名 | 25両   | 198両 | 大窓                       |

### 編成形態
|       |          | ← 東京新青森・長野・新潟 → |             |             |             |              |             |              |              |              |              |
| 号車  | 号車     | 1                          | 2           | 3           | 4           | 5            | 6           | 7            | 8            | 9            | 10           |
| N編成 | 形式     | E223形 (T1c)               | E226形 (M2) | E225形 (M1) | E226形 (M2) | E225形 (M1k) | E226形 (M2) | E215形 (M1s) | E224形 (T2c) |              |              |
| N編成 | ユニット | 1ユニット                  | 1ユニット   | 1ユニット   | 2ユニット   | 2ユニット    | 3ユニット   | 3ユニット    | 3ユニット    |              |              |
| J編成 | 形式     | E223形 (T1c)               | E226形 (M2) | E225形 (M1) | E226形 (M2) | E225形 (M1k) | E226形 (M2) | E225形 (M1)  | E226形 (M2)  | E215形 (M1s) | E224形 (T2c) |
| J編成 | ユニット | 1ユニット                  | 1ユニット   | 1ユニット   | 2ユニット   | 2ユニット    | 3ユニット   | 3ユニット    | 4ユニット    | 4ユニット    | 4ユニット    |

## 編成別概説

### N編成

#### 増備概況（N編成）
1995年6月6日にN編成の量産先行車としてS6編成が落成した。1997年3月から9月にかけて、1次車となるN2 - N13編成が落成した。S6編成は1996年（平成8年）12月11日に車両番号等の変更を、1997年9月26日に量産化改造を行い、N1編成に名称が変更された。
- S6編成の車両番号変更
  - E223-1 → E223-7
  - E226-101 → E226-107
  - E225-1 → E225-7
  - E226-201 → E226-207
  - E225-401 → E225-407
  - E226-301 → E226-307
  - E215-1 → E215-7
  - E224-1 → E224-7

その後しばらくは編成内での変化は見られなかったが、2002年（平成14年）8月から9月にかけて、N5・N10・N12編成の電動車両（2 - 7号車）がJ7・J9・J10編成の電動車両（8両編成時の2 - 7号車）と交換された。そのため、編成内で内装の違いがみられた。さらに、同年10月にはJ1編成がN21編成として編入された。N21編成は、同時にDS-ATCの取り付けも行っている。他編成は2005年（平成17年）9月から2006年（平成18年）6月にかけて取り付けられた。この時点で8両14本112両（基本番台N1 - N13・N21編成）がそろった。

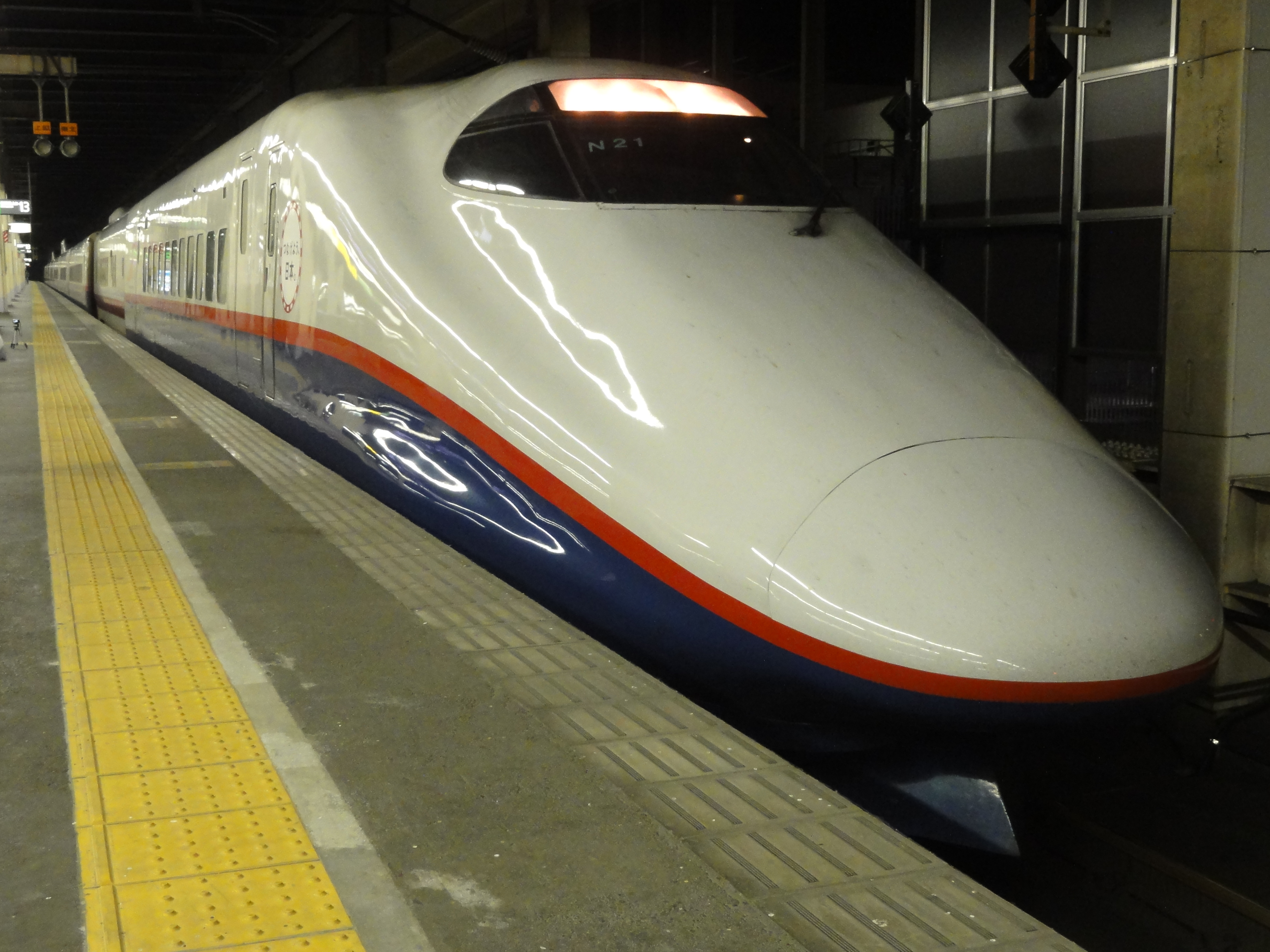
E926-13を組み込んだN21編成
（2013年11月12日 大宮駅）

N21編成は、1 - 2号車間に軌道検測車E926-3 (13) を組み込んで検測を行うことが可能であった。E926形が検査などで使用できないときにN21編成による検測を見ることがあった。またJ1編成から編入されたため、分割併合装置を長野・新潟寄り先頭車（8号車）に備えていた。
E2系N編成 編成表
|               |               | ← 東京長野・新潟 → |             |             |             |              |             |              |                     |
| 号車          | 号車          | 1                  | 2           | 3           | 4           | 5            | 6           | 7            | 8                   |
| 編成番号      | 編成番号      | E223形 (T1c)       | E226形 (M2) | E225形 (M1) | E226形 (M2) | E225形 (M1k) | E226形 (M2) | E215形 (M1s) | E224形 (T2c)        |
| 座席          | 座席          | 普通車             | 普通車      | 普通車      | 普通車      | 普通車       | 普通車      | グリーン車   | 普通車              |
| 搭載機器      | 搭載機器      | CP                 | MTr,BT      | CI,APU      | MTr,CI,BT   | CI,APU,CP    | MTr,CI,BT   | CI,APU       | CP                  |
| 車両重量（t） | 車両重量（t） | 39.8               | 45.2        | 44.9        | 46.0        | 45.5         | 46.0        | 45.7         | （N）39.0 （J）39.5 |
| 編成          | N1 - N13      | （0番台）          | （100番台） | （0番台）   | （200番台） | （400番台）  | （300番台） | （0番台）    | （0番台）           |
| 編成          | N21           | 1                  | 101         | 1           | 201         | 401          | 301         | 1            | 101                 |

凡例
- MTr：主変圧器、CI：主変換装置、APU：補助電源装置、CP：空気圧縮機、BT：蓄電池
- 製造当初（8両編成）のJ2 - J15編成も同じ機器配置・重量。重量は量産車落成時点のもの
- E224形の車両重量は、上段がN編成、下段がJ編成（分割併合装置付）[5]
  - 基本番台の量産先行車（S6→N1編成・S7→J1編成）が1次車[36]
  - 基本番台の量産車のうち、J2 - J6編成・N2 - N13編成が2次車[36]、J7 - J15編成が3次車にあたる[36]

### J編成
東北新幹線と上越新幹線で運用されており、2019年10月1日時点で、新潟新幹線車両センターに1000番台10両編成11本が、新幹線総合車両センターに1000番台10両編成13本が所属する。分割併合装置を新青森・新潟寄り先頭車（10号車）に備え、東北新幹線ではE3系との併結運転を行っている。

#### 増備概況（J編成）
1995年4月14日にJ編成の量産先行車としてS7編成が落成した。1996年12月から1997年3月にかけて1次車となるJ2 - J6編成が落成した。1998年10月から12月にかけて2次車となるJ7 - J10編成が落成した。1次車からの変更点は、東京寄り先頭車両に分割併合装置準備工事が施されている。1999年（平成11年）9月から11月にかけて3次車となるJ11 - J15編成が落成した。この増備によって「こまち」を連結する「やまびこ」はすべてJ編成に置き換えられた。S7編成は1996年12月11日に車両番号等の変更を、1997年7月16日に量産化改造を行い、J1編成を名乗った。
E2系（東北新幹線用）
- S7編成の車両番号変更
  - E223-2 → E223-1
  - E226-102 → E226-101
  - E225-2 → E225-1
  - E226-202 → E226-201
  - E225-402 → E225-401
  - E226-302 → E226-301
  - E215-2 → E215-1
  - E224-102 → E224-101

東北新幹線では最高速度275km/hで走行可能である（8両時はN編成の上位互換）。
2002年8月から9月にかけて、N5・N10・N12編成の電動車両（2 - 7号車）がJ7・J9・J10編成の電動車両（8両編成時の2 - 7号車）と交換された。さらに、同年10月にはJ1編成がN21編成として転出した。
2001年からは1000番台が登場した。先行落成したJ51編成は編成の前後に分割併合装置を持ち、E4系のように8両編成2本併結の16両編成での営業運転も想定されていたが、2002年の八戸開業にあわせ設定される「はやて」は全車指定席とすることとなり座席定員確保のため、量産車からは10両編成となった。
2002年からは1000番台の増備が本格的開始され、同年7月から11月にかけて、東北新幹線八戸延伸開業用としてJ52-J56編成が落成。その後2003年6月から2005年12月にかけて、200系未更新車を置き換えるためJ57 - J69編成が落成した。
また、J52編成以降の増備と並行して、2002年9月から12月にかけて基本番台の10両化が行われた。10両化に伴い増備され、7・8号車に組み込まれたE225形100番台、E226形400番台は制御機器などの基本仕様は基本番台と共通となっており50/60Hz対応であるが、客用ドアの開閉時には告知アナウンスが流れるなど、外観と車内は1000番台と同様である。
2005年（平成17年）のJ69編成を最後に増備がいったん終了していたが、東北新幹線の新青森駅延伸開業を控えた2010年（平成22年）2月から9月にかけてJ70 - J75編成が製造され、10両39本390両（基本番台J2 - J15編成、1000番台J51 - J75編成）が出そろった。
なおJ編成は基本番台と1000番台で大きく仕様が異なるが、それぞれの番台内においても仕様に変更点が見られる。基本番台はJ2 - J6編成の東京寄り先頭車E223形に分割併合装置はないが、J7 - J15編成では準備工事としてあるので前頭カバーの形状が異なる。またJ2 - J10編成とJ11 - J15編成で台車など足回りが異なる。1000番台においては、J51編成のみ、両先頭車に分割併合装置が搭載されている。J51 - J53編成ではユニット間の特高圧渡りに直線ジョイントを採用しているが、J54編成以降は4 - 5号車間に傾斜ケーブルヘッドが設置され、緊急時に特高圧引通し回路を切断することが容易である。
2013年12月6日にはJ5編成が北陸新幹線延伸区間へ乗り入れての試運転が実施された。
J66編成は2022年（令和4年）に鉄道開業150年および東北・上越新幹線開業40周年を記念して200系のカラーリングに塗装に変更され、同年6月9日より営業運転を開始した。同編成では200系に開業当時設置されていたふるさとチャイム（東京駅・本庄早稲田駅はふるさとチャイムがないため、通常のチャイムが使用される）が復活している。新幹線総合車両センター所属であり、東北新幹線「やまびこ」・「なすの」での運行が多い。また、2023年（令和5年）3月17日までは、上越新幹線「とき」・「たにがわ」での運行もしていた。2024年3月15日のなすの272号をもって定期運用を終了し、新潟新幹線車両センターに回送されたが、同年3月6日に郡山駅で発生した「つばさ」121号のオーバーラン事故を受け、滑走対策として単独で運転する「つばさ」121・160号に回送列車扱いでE2系を連結することから、予備車を確保する目的で、2024年4月4日に新幹線総合車両センターへ回送された。その後、4月5日から「つばさ」121・160号に回送列車として併結される形で運用されたが、2024年のGW期間中の一部の日において臨時で「やまびこ」121・160号にて運用されることもあった。その後、2024年5月30日に新潟新幹線車両センターに回送され、2025年4月には鉄道建設・運輸施設整備支援機構に譲渡され、新潟港から函館港まで船舶輸送されたことが明らかになった。
また、J69編成は、東京ディズニーランド開園40周年を記念して2023年12月24日から2024年3月末頃までの予定で「Magical Dream Shinkansen」のラッピングが施されている。2024年3月15日をもって定期運用を終了し、その後3月28日の上越新幹線での団体臨時列車を最後に運用を終了、同日中に新潟新幹線車両センターに回送された。

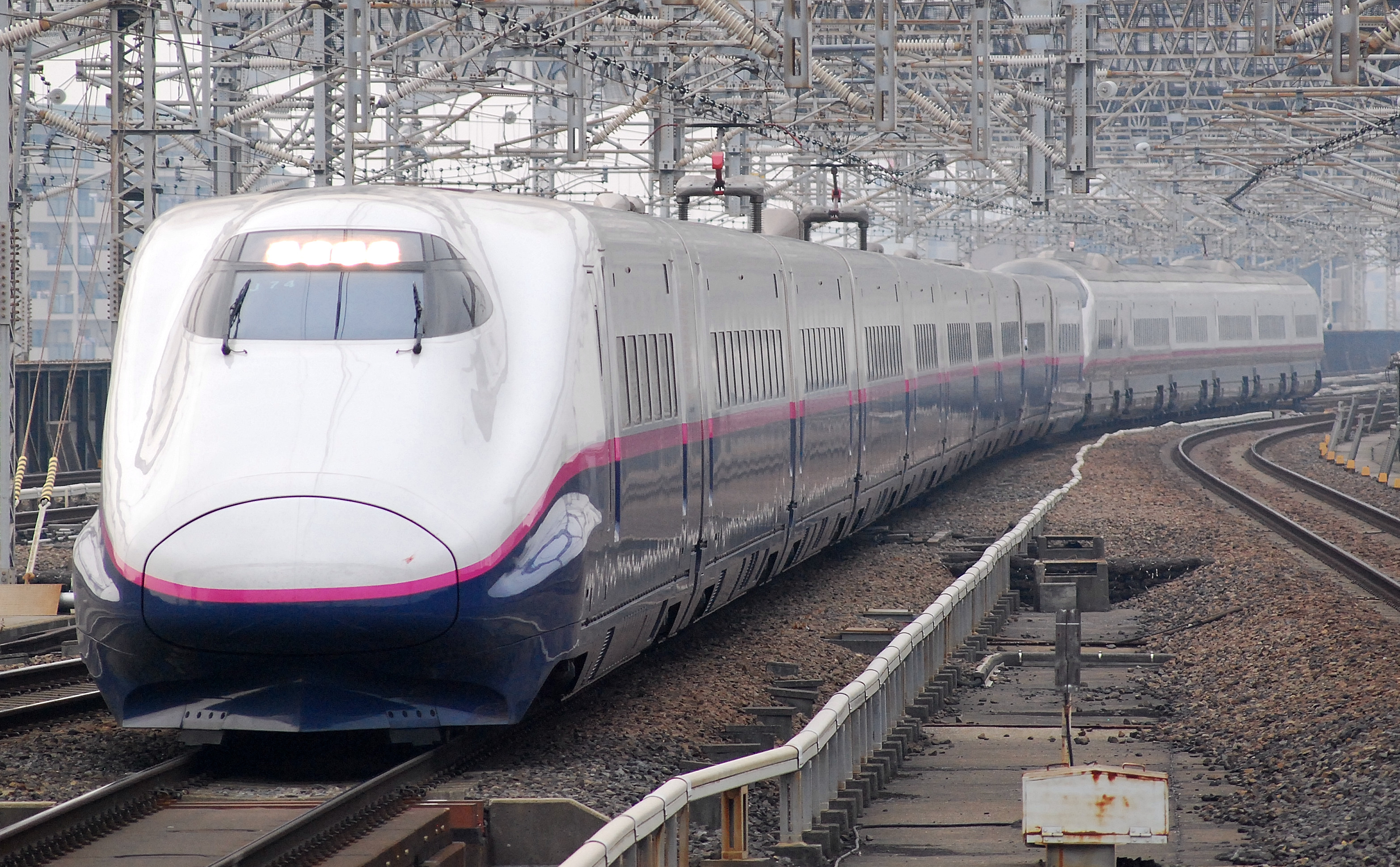
E3系基本番台「こまち」と連結するE2系
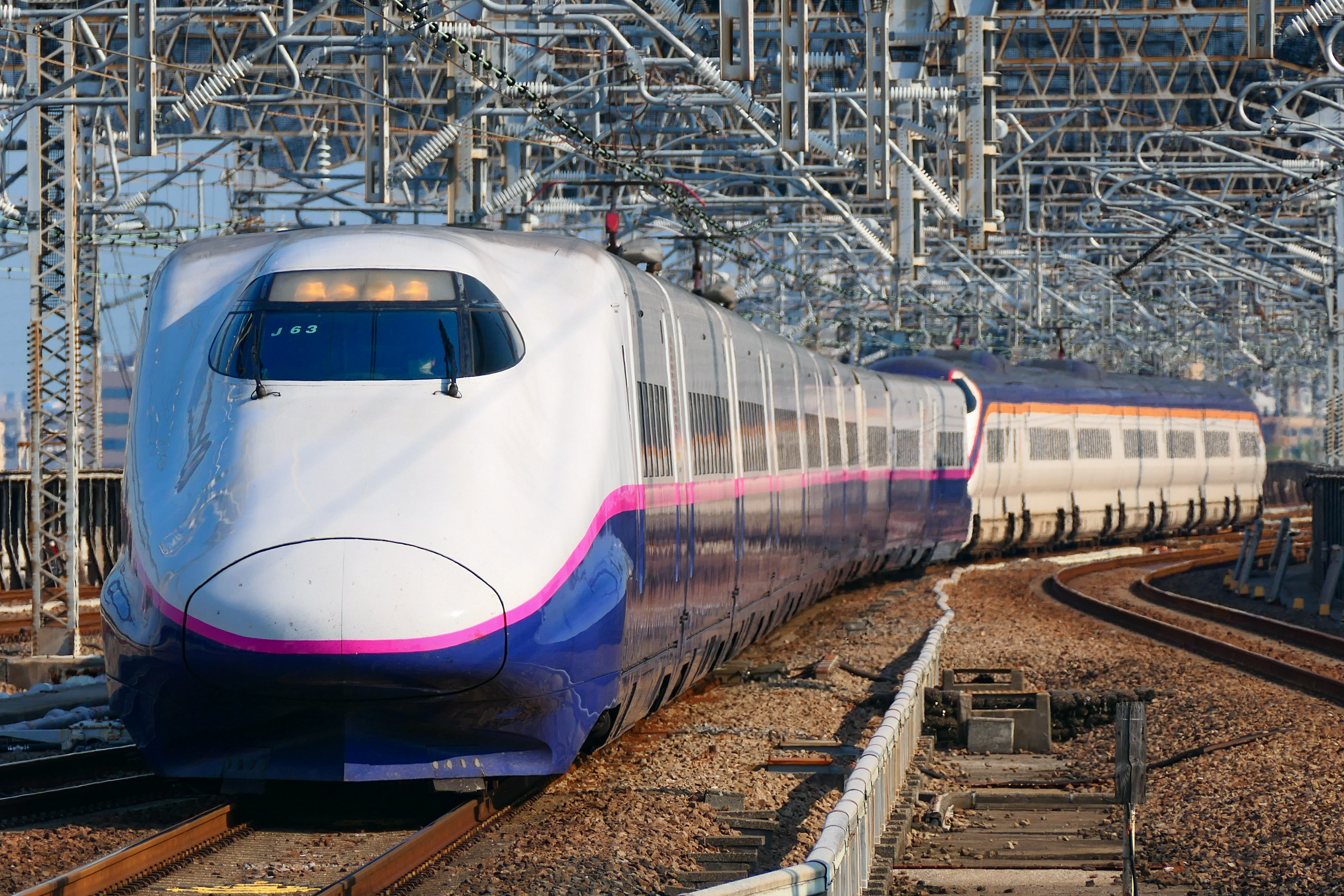
E3系2000番台「つばさ」と連結するE2系
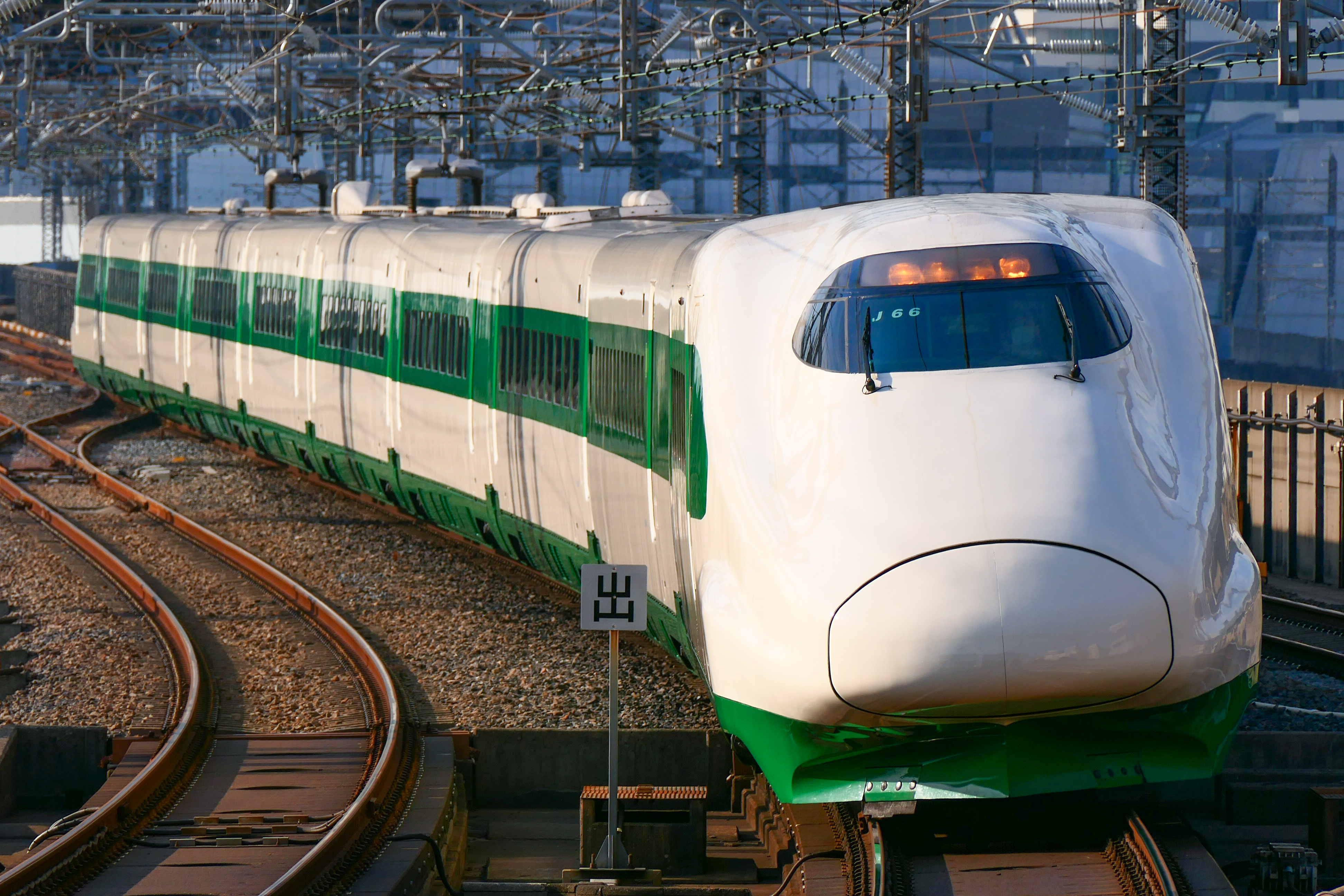
200系復刻塗装編成（J66編成)
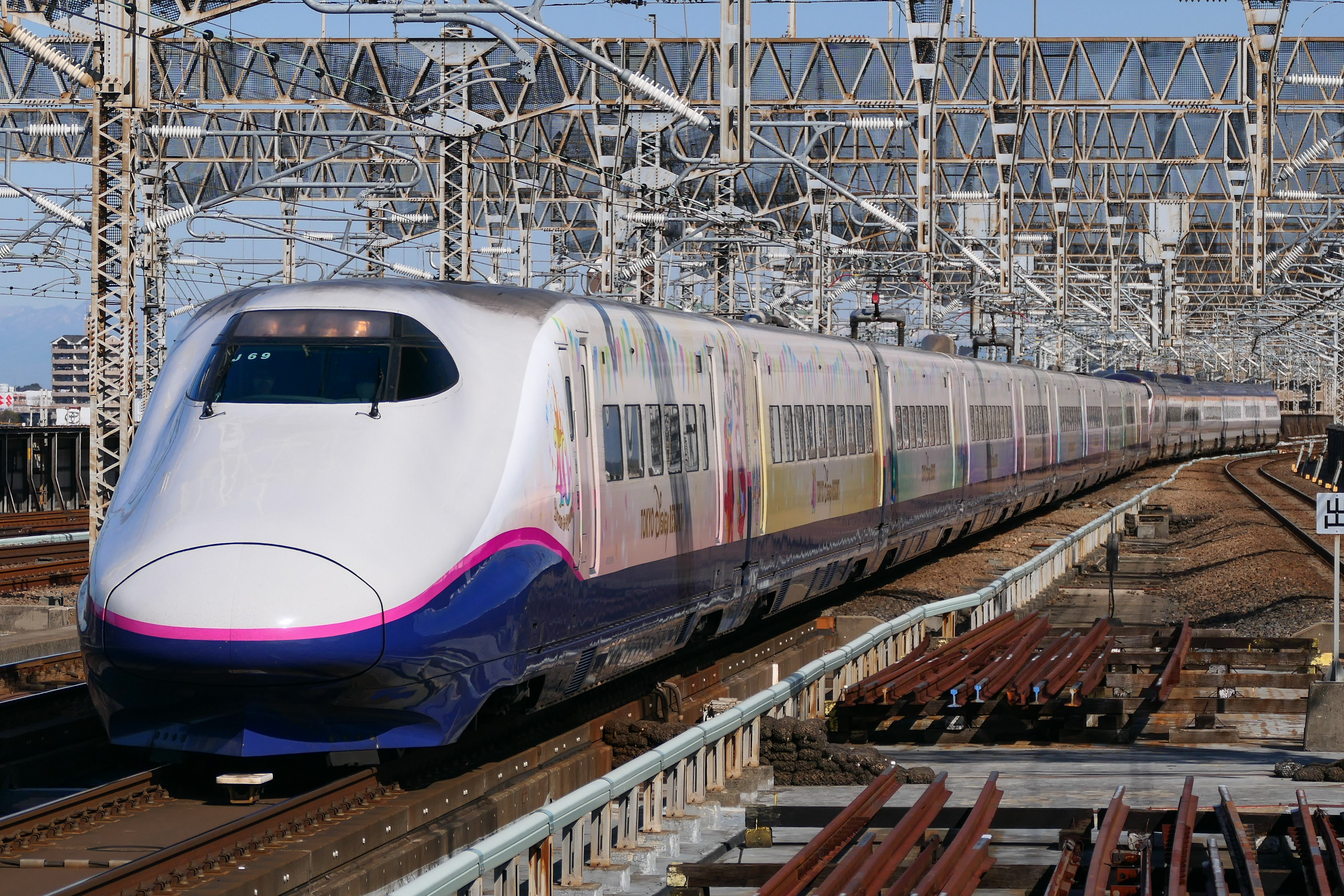
Magical Dream Shinkansenラッピング（J69編成）

E2系J編成 編成表
|               |               | ← 東京新青森・新潟 → |             |             |             |              |             |             |             |              |              |
| 号車          | 号車          | 1                    | 2           | 3           | 4           | 5            | 6           | 7           | 8           | 9            | 10           |
| 編成番号      | 編成番号      | E223形 (T1c)         | E226形 (M2) | E225形 (M1) | E226形 (M2) | E225形 (M1k) | E226形 (M2) | E225形 (M1) | E226形 (M2) | E215形 (M1s) | E224形 (T2c) |
| 座席          | 座席          | 普通車               | 普通車      | 普通車      | 普通車      | 普通車       | 普通車      | 普通車      | 普通車      | グリーン車   | 普通車       |
| 搭載機器      | 搭載機器      | CP                   | MTr,CI      | CI,APU      | MTr,CI      | CI,CP        | MTr,CI      | CI,APU,CP   | MTr,CI      | CI,APU       | CP           |
| 車両重量（t） | 車両重量（t） | 40.9                 | 45.2        | 44.7        | 46.0        | 45.1         | 46.0        | 45.3        | 45.2        | 45.0         | 39.4         |
| 編成          | J2 - J15      | （0番台）            | （100番台） | （0番台）   | （200番台） | （400番台）  | （300番台） | （100番台） | （400番台） | （0番台）    | （0番台）    |
| 編成          | J51           | 1101                 | 1101        | 1001        | 1201        | 1401         | 1301        | 1101        | 1401        | 1001         | 1101         |
| 編成          | J52           | 1002                 | 1102        | 1002        | 1202        | 1402         | 1302        | 1102        | 1402        | 1002         | 1102         |
| 編成          | :             | :                    | :           | :           | :           | :            | :           | :           |             | :            | :            |
| 編成          | J74           | 1024                 | 1124        | 1024        | 1224        | 1424         | 1324        | 1124        | 1424        | 1024         | 1124         |
| 編成          | J75           | 1025                 | 1125        | 1025        | 1225        | 1425         | 1325        | 1125        | 1425        | 1025         | 1125         |

凡例
- MTr：主変圧器、CI：主変換装置、APU：補助電源装置、CP：空気圧縮機
- 機器配置・車両重量は1000番台量産車（J52編成）落成時点のもの

### 編成数の変化
| 年   | 基本番台 | 基本番台 | 1000番台 | 車両数 | 動き |
| 年   | N編成    | J編成    | J編成    | 車両数 | 動き |
| ---- | -------- | -------- | -------- | ------ | --- |
| 1996 | 1        | 1        |          | 16     | 先行試作車S6・S7編成を新製。 |
| 1997 | 2        | 6        |          | 24     | - J2-J6・N2を新製。 - 東北新幹線でJ編成が運用開始。 |
| 1998 | 13       | 6        |          | 152    | - N3-N13を新製。 - 長野新幹線でN編成が運用開始。 - 量産化改造によりS6はN1に、S7はJ1に改番。 |
| 1999 | 13       | 10       |          | 184    | - J7-J10を新製。 - 上越新幹線でも運用を拡大。 |
| 2000 | 13       | 15       |          | 224    | J11-J15を新製。 |
| 2001 | 13       | 15       | 1        | 232    | - 1000番台 登場。 - 先行試作車J51編成を新製。 |
| 2002 | 13       | 15       | 1        | 232    | |
| 2003 | 14       | 14       | 6        | 312    | - 東北新幹線 八戸延伸。 - J52-J56・増結中間車 2両×14本を新製。 - J編成を10両化。 - J1編成は長野新幹線へ転用、N21に改番。 |
| 2004 | 14       | 14       | 15       | 402    | - J57-J65を新製。 - 上越新幹線から撤退。 |
| 2005 | 14       | 14       | 15       | 402    | |
| 2006 | 14       | 14       | 19       | 442    | J66-J69を新製。 |
| 2007 | 14       | 14       | 19       | 442    | |
| 2008 | 14       | 14       | 19       | 442    | |
| 2009 | 14       | 14       | 19       | 442    | |
| 2010 | 14       | 14       | 21       | 462    | J70・J71を新製。 |
| 2011 | 14       | 14       | 25       | 502    | - 東北新幹線 新青森延伸。 - J72-J75を新製。 |
| 2012 | 14       | 14       | 25       | 502    | |
| 2013 | 14       | 14       | 25       | 502    | 上越新幹線での運用が復活。 |
| 2014 | 14       | 12       | 25       | 482    | - E5系・E7系増備により廃車開始。 - J2・J3が廃車。 |
| 2015 | 4        | 10       | 25       | 382    | N1 - N4・N6・N8・N9・N11・N12・N21・J5・J6が廃車。 |
| 2016 | 2        | 9        | 25       | 356    | N7・N10・J4が廃車。 |
| 2017 | 2        | 7        | 25       | 336    | - J9・J10が廃車。 - 北陸新幹線での運用を終了。 |
| 2018 |          | 6        | 25       | 310    | - N5・N13・J7が廃車。 - N編成 消滅。 |
| 2019 |          | 2        | 24       | 260    | J8・J11・J13・J14・J51が廃車。 |
| 2020 |          |          | 24       | 240    | - J12・J15が廃車。 - 基本番台消滅。 |
| 2021 |          |          | 24       | 240    | |
| 2022 |          |          | 23       | 230    | - J52・J55・J65が廃車 - J66が200系復刻塗装に |
| 2023 |          |          | 17       | 170    | - J58・J59・J63・J62・J64が廃車 - 上越新幹線での運用を終了。 - J69がMagical Dream Shinkansen ラッピングに |
| 2024 |          |          | 6        | 60     | - J66・J67・J68・J69が定期運用離脱。 - これによりE2系リバイバル企画は全面的に終了。 - J66はその後につばさ121・160号の滑走防止車として2024年5月まで運用に入っていた - J70・J71・J72・J73・J74・J75はつばさ121・160号の滑走防止車として2024年9月まで運用に入っていた |
| 2025 |          |          | 6        | 60     | J66編成が高速走行試験のため、鉄道建設・運輸施設整備支援機構 (JRTT) に譲渡 |

## 運用

### 北陸新幹線（東京駅 - 長野駅間）
開業当初から東京駅 - 長野駅間運転の「あさま」で使用されていたが、北陸新幹線金沢駅延伸後も営業運転での長野駅以西への乗り入れは行われなかった。ただし、金沢延伸開業前の2013年（平成25年）12月に黒部宇奈月温泉駅まで入線したことがある。
2014年（平成26年）4月からE7系への置き換えによりN12編成を皮切りに廃車が始まり、2016年1月3日の「あさま」614号・615号が定期列車における北陸新幹線での最終運用となった。
2017年3月25日に『ありがとうE2系あさま』（長野駅7時48分発、上野駅9時28分着）が運行され、同年3月31日の「あさま」655号をもって臨時としての運用も終了した。運用終了後、N13編成が2017年5月11日付で、N5編成が2017年6月1日付で廃車となり、N編成は消滅した。

### 東北新幹線
基本番台は1997年3月22日に「やまびこ」で営業運転を開始した。一方、1000番台（当時8両のJ51編成）は2001年11月20日から営業運転を開始した。この当時、J51編成は東北新幹線用のJ編成と共通運用に使用された。
また、2012年（平成24年）3月17日ダイヤ改正からは本系列の1000番台車両（J51 - J75編成）が一部のE4系「Maxやまびこ」を置き換える形で、山形新幹線「つばさ」を併結する「やまびこ」の運用（2012年9月29日以降は全列車）にも充当されるようになった。該当列車は、新幹線では最長の17両編成 での運転となるとともに、最高速度も275km/hに引き上げられた。
JR東日本では、2010年（平成22年）末までにE954形「FASTECH 360 S」をベースに設計した本系列の次世代車両（E5系）を導入し、東北新幹線大宮駅 - 宇都宮駅間の最高速度を240km/hから275km/hに、宇都宮駅 - 盛岡駅間の最高速度を275km/hから300km/hに向上させることを2007年（平成19年）11月6日に発表した。この高速化に合わせて2011年3月以降200系、E1系を廃車、E2系はE4系と共に上越新幹線へ転出することが報じられた。
2013年3月16日実施のダイヤ改正で、E5系による最高速度320km/h運転が開始され、新青森駅発着の定期列車がE5系に統一され、本系列の定期列車での盛岡以北の運用は終了した。同年9月28日実施のダイヤ改正ではE3系「こまち」と本系列の併結による定期運用も終了した。
2013年10月からJ2編成を皮切りに廃車が始まり、2019年（令和元年）3月ダイヤ改正では、東京駅発着の「はやて」が「はやぶさ」に置き換えられたことで東北新幹線仙台以北での定期運用と基本番台の運用が消滅し、同時に1000番台量産先行車のJ51編成が1000番台で初の廃車となった。2024年時点でも、代走として、仙台以北の運用に入ることがある。2019年8月には基本番台で最後まで残ったJ12編成が廃車され、基本番台が全廃となった。
2023年3月18日ダイヤ改正以降、定期運用を唯一受け持っており、定期列車は「やまびこ」8往復（うち7往復は山形新幹線「つばさ」と併結）と「なすの」2往復（「つばさ」型車両併結）で運用されている。
2024年3月16日のダイヤ改正で、山形新幹線へのE8系投入に伴い、E3系併結列車を含めて「つばさ」と併結する「やまびこ」がE5系に変更される。これに伴いE2系は併結運用から撤退したが、繁忙期はE3系「つばさ」と併結する「やまびこ」に使用されることもある。
2025年3月15日のダイヤ改正以降も、前年度と変わらず「なすの」中心で使用される。しかし、繁忙期であってもE3系と連結がされて運転することはなくなった。春・夏シーズンの盛岡行きへの充当は継続。

### 上越新幹線
1998年12月8日から速達「あさひ」2往復に投入。J編成8両編成、またはN編成8両編成が充当された。「あさま型車両」で運転と案内されており、当初は「ニューあさひ」とも呼ばれていた。2002年11月30日まで運用された。
2002年12月1日からはJ編成10両編成で運用開始。一部の「とき」「たにがわ」で2004年（平成16年）3月12日まで運用された。
当時の上越新幹線は環境対策の関係で高崎駅以北で最高速度210km/h以上で運転できる列車の本数に制限があったため、非高速ダイヤで運転される列車にも使用された。
上越新幹線ではE2系が投入される以前、高崎駅以北においても200系高速対応車（F90 - F93編成）が速達「あさひ」下り列車（長岡駅停車）の上毛高原駅 - 浦佐駅間の下り勾配区間で275km/h運転を実施したが、E2系は全速度域でのランカーブ、加減速性能が200系より優れるため、最高速度が245km/h（注：240 km/hと表記されることもある）であっても、東京駅 - 新潟駅間の所要時間は長岡駅を通過する場合に限り短縮された。
JR東日本は新幹線の線区別に使用車両を統一する方針であり、少数のE2系を投入することで運用が複雑になることから2004年3月をもって高崎駅以北での運用から一時的に撤退した。このため、最速達タイプ列車もE2系に比べて加速性能が劣る200系、E4系を使用することに伴い、東京 - 新潟間をノンストップに変更し所要時間をE2系運行時と同じにした。
その後、東北新幹線へのE5系導入に伴い余剰となったE2系が転用されることになり、2012年11月16日付けのプレスリリースにおいて、2013年1月26日から「とき」4往復・「たにがわ」3往復を200系からE2系に置き換え、最高速度240km/hでの営業運転開始が正式に発表された。上越新幹線の高崎駅以北では約9年ぶりのE2系復活となった。
2013年3月16日のダイヤ改正により、200系は全車E2系に置き換えられた。また、上越新幹線における最速達列車（東京 - 新潟間ノンストップ）がE4系からE2系への車両変更に伴い、再び大宮停車に変更された。
2018年（平成30年）度以降、上越新幹線に充当されるE4系をE7系に置き換えた後に本系列も同様に置き換え、同線の車両をE7系に統一する予定との報道がなされ、2019年5月8日に上越新幹線 大宮駅 - 新潟駅間の最高速度を現行の240 km/hから275 km/hに引き上げるとともに、2022年度末までに上越新幹線の車両をE7系に統一する旨が発表された。
ところが、2019年10月に発生した令和元年東日本台風（台風19号）の影響で千曲川が氾濫し、長野新幹線車両センターも浸水する被害を受け、北陸新幹線車両の半分にあたるE7系・W7系10本計120両が水没し廃車となった。これに伴い、上越新幹線に投入済みまたは投入予定のE7系を北陸新幹線に転用することが発表された。この影響で、上越新幹線のE7系統一についても一時未定となった。その後、E7系の代替新造が進み、2021年10月にE4系が引退。本形式も2023年3月ダイヤ改正を以って上越新幹線での運用から撤退した。

## 速度試験
2003年（平成15年）3月19日から4月5日のうちの9日間、上越新幹線の浦佐駅 - 新潟駅間で実施された。車両にはJ56編成が充当され、高速走行を行うための改造（歯車比の変更やATCの変更など）の他に、新型パンタグラフカバーや吸音型台車カバーなどの効果測定も行われた。最終的に最高速度362km/hを記録し、この試験を終了した。
同年5月には、東北新幹線の盛岡駅 - 八戸駅間で最高速度320km/hでの高速走行試験が1000番台車両で行われた。この試験では高速走行を行うための改造は特に行われなかった。
2025年4月に青函トンネル前後の明かり区間における260km/hでの高速走行試験のために、E2系1編成（元J66編成）が鉄道建設・運輸施設整備支援機構 (JRTT) に譲渡。なお、200系カラーと呼ばれた塗装は変更せず、短編成化も行わずに走行試験を行う予定。

## 中国への技術輸出
2004年、中華人民共和国鉄道部は第6次在来線スピードアップで最高速度250km/hで運用する車両として、フランスのアルストム社からのペンドリーノベースの車両（CRH5型）とカナダのボンバルディア社からの車両（CRH1型） のほか、川崎重工業株式会社など日本の企業6社による連合から、E2系ベースの車両を60編成480両分（完成車両3編成、6編成分の全部品、51編成分の重要部品と精密部品を提供。以降は現地生産および知的財産権を中国側に譲渡するとともに全生産工程を川崎重工業株式会社が指導。）を納入することを決定した。300km/h走行対応準備車として、中国向けのE2系はCRH2型と呼称されている。
日本の新幹線ベースの車両の国外進出としては、台湾高速鉄道の700T型に次ぐものである。
2006年3月1日に、第一陣となる完成車両が神戸港から輸出された。2006年7月31日より川崎重工業(株)指導により青島の四方機車車輛で中国生産が開始された。なお中国国内で生産された車両については中国にて国家科学技術進歩一等賞を受賞している。

## 保存車
- E223-23

鉄道架線等を製造する三和テッキが創業110周年を記念し、静態保存を目的として取得。同社の宇都宮事業所鉄道広場（栃木県宇都宮市）で2017年10月5日から一般公開が始まった。　
- E224-127

茨城県筑西市「ザ・ヒロサワ・シティ」に2018年11月10日に搬入され、同年11月15日に一般公開を開始。
また、同施設内のミニシアターの座席にグリーン車の座席が使われている。
- E223-1101

JR東日本の研修施設の新幹線教育・訓練センターにて、研修用設備として使用されている。